# Top Race Series
Top Race Series es el nombre con el que se conoce a partir del 18 de septiembre de 2010, a la segunda división de la categoría argentina de automovilismo de velocidad Top Race, la cual había nacido en 2007, bajo la denominación de Top Race Junior.
Se trata de una categoría de automovilismo de velocidad en la cual se compite con autos fabricados de manera artesanal, al igual que el Top Race V6. En sus inicios, los vehículos presentaban características similares al TRV6, pero en lugar de equipar motores V6, utilizaban motores de 4 cilindros en línea de 2200 cm³ y 260 HP de potencia, los cuales eran provistos por Oreste Berta, al igual que con la clase mayor. La categoría fue fundada bajo el nombre de Top Race Junior y apuntaba más al desarrollo de nuevos valores y el descubrimiento de jóvenes talentos para el automovilismo nacional. Con el paso del tiempo y ante el interés de pilotos experimentados por querer competir en ella, fue que se optó por el cambio de denominación en 2010, pasando a denominarse Top Race Series
En 2011, fue anunciada la creación de una nueva Top Race V6 la cual iba a estar conformada por automóviles con motores V6 evolucionados respecto a los que usó desde sus comienzos, lo que provocó que para el año 2012 el viejo parque del TRV6 pase a conformar el parque del Top Race Series, mientras que el parque del TR Series que compitió hasta 2011 volvió a recibir su antigua denominación Top Race Junior.
El estreno del nuevo formato del Top Race Series se hizo efectivo en 2012, sin embargo esta configuración solamente duró dos temporadas, ya que a partir de la temporada 2014 la divisional volvió a sufrir otra reformulación.

## Historia

### Los orígenes del Top Race Junior

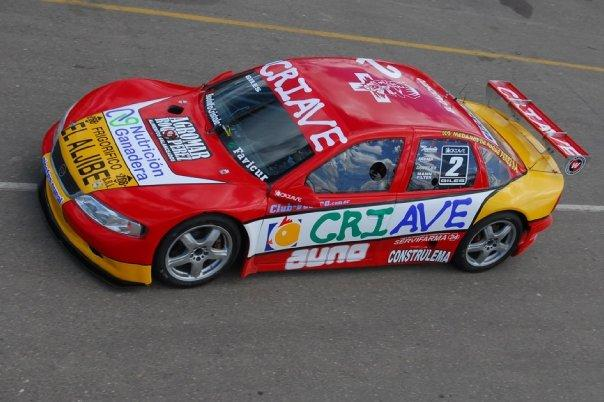
Chevrolet Vectra de Top Race Junior

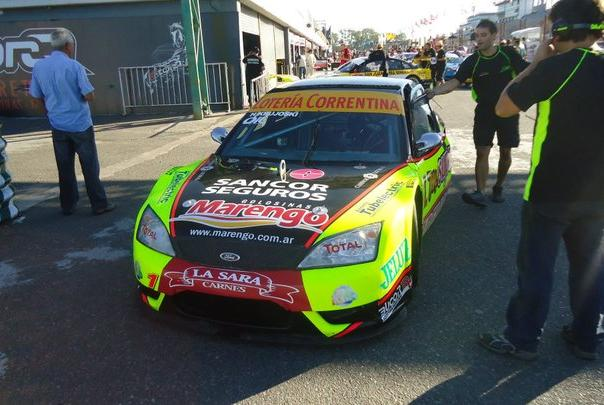
Ford Mondeo de Top Race Junior

Con la implementación en 2005 de la nueva divisional TRV6, Top Race decidió continuar desarrollando competencias con los primitivos modelos utilizados desde el año 1997, redenominando a este grupo de automóviles como Top Race Pista (ordinariamente llamado también, Top Race Original), ubicándolo como la segunda división dentro del organigrama de Top Race. Este año, la "nueva" divisional menor coronaría a Claudio Kohler como su primer campeón, siendo al mismo tiempo, el primer caso en el automovilismo argentino de una definición por Default Reglamentario, ya que quien terminó el campeonato como puntero del torneo (Gustavo Fontana), no había conseguido cosechar victoria alguna, por lo que perdió el torneo ante Kohler, que había conseguido cosechar 4.
En 2006 se pretendió continuar con la práctica de esta divisional, sin embargo el nivel de convocatoria comenzaría a ser muy pobre, llegando a promediar los 9 vehículos por cada carrera. Ante la generación de tan poco interés por parte de los pilotos de seguir compitiendo con estos modelos, finalmente Top Race decidió cancelar y dar por terminadas las acciones de su divisional "Pista", dejando el torneo desierto.
Esto generó un vacío tecnológico entre el TRV6 y otras categorías que servirían como preparativas para subir a un coche de tamaña envergadura. Fue así que en 2007 se implementó una nueva categoría para promover la formación de pilotos. Esta categoría fue nombrada como Top Race Junior.
Al igual que el TRV6 es una categoría con autos fabricados 100% artesanalmente. Estos coches son preparados con el propósito de adaptar a pilotos que provienen de las fórmulas para poder luego subir a los autos de la categoría mayor. El parque automotor del Top Race Junior se compone de vehículos fabricados con la misma configuración de chasis y mecánica, llevando todos los coches un motor Duratec by Berta 4 cilindros en línea y 260 hp de potencia, armados por el preparador Oreste Berta. Estas estructuras son montadas a carrocerías artesanales formadas en fibra de vidrio reforzada y que imitan las carrocerías de tres modelos: Chevrolet Vectra, Ford Mondeo y Alfa Romeo 156. La paridad demostrada en esta categoría es tal que en sus tres primeros años, sus tres primeros campeones lograron sus títulos con las tres marcas que disputan este torneo.
El nivel de conducción demostrado en el último año por parte de los pilotos participantes de esta categoría, sumado a la incorporación de pilotos con trayectoria internacional (tal era el caso de Nicolás Filiberti o Adrián Hang) y la incursión de pilotos mayores de 30 años inclusive, hizo nacer la idea de un recambio en el nombre de esta categoría, ya que el término "Junior" fue pensado con el objetivo de crear nuevos valores en el automovilismo nacional. Sin embargo, por las causas anteriormente nombradas, la dirigencia de Top Race, pensó seriamente proyectar el cambio de nombre de esta divisional, ejecutando finalmente un concurso a través del sitio web de la categoría, donde el público y los aficionados votarían el nuevo nombre de la divisional.

### Top Race Series

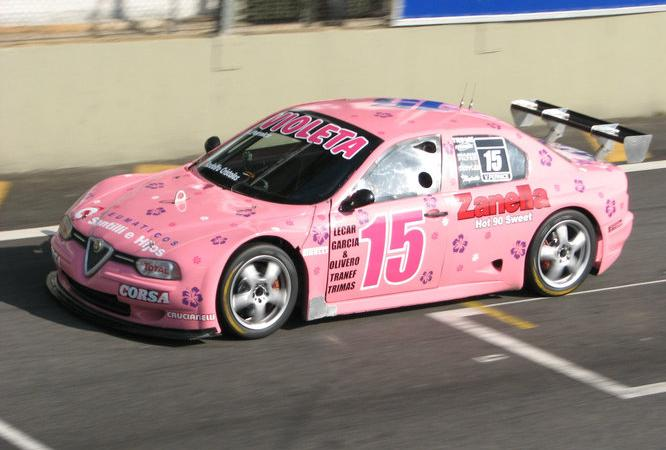
Alfa Romeo 156 de Top Race Junior

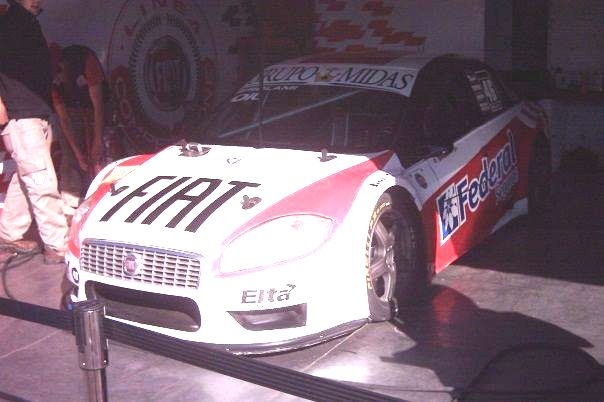
Fiat Linea de Top Race Junior

El 25 de julio de 2010, luego de la carrera corrida por el Top Race Junior en el circuito de Interlagos, São Paulo, un grupo de pilotos de esta divisional se acercó al Presidente de la categoría, Alejandro Urtubey, para plantearle la idea de un cambio en el nombre de la divisional. El fundamento principal, fue el hecho de que la palabra "Junior" obedecía más a la idea de promocionar valores y talentos en el automovilismo a nivel nacional. Sin embargo, este presagio comenzó a perder peso con el correr de los años, ya que la fiabilidad de los coches que competían, sumado al nivel de los jóvenes valores que competían en pista y a la baja demanda económica, despertó el interés de varios pilotos que de alguna u otra forma pretendían relanzar su actividad. Inicialmente, la divisional Junior estaba destinada a jóvenes provenientes del kart o de los monoplazas, siendo la edad promedio de estos pilotos inferior a los 20 años. Con el paso del tiempo, y viendo en esta divisional una oportunidad para continuar con sus carreras, empezaron a sumarse pilotos que superaban el "tope" de los 20 años, lo cual hacía perder el sentido del nombre "Junior". Esta situación, hizo que la divisional creciera a un ritmo que prontamente hizo relegar su rol de telonera, además de incorporar pilotos que alguna vez tuvieron paso internacional. Para ese entonces, la edad de los participantes variaba desde los 16 a los 46 años, además de contar en pista con pilotos de renombre como Humberto Krujoski, Nicolás Filiberti, Adrián Hang o Federico Lifschitz. Curiosamente, Filiberti, Hang y Lifschitz participaron también en el TRV6, mientras que Krujoski llegó a tener una experiencia fugaz dentro del TC Pista. Ante este pedido, Alejandro Urtubey resolvió hacer lugar a la petición y lanzó a través de la página web de la categoría un concurso para que los espectadores voten un nuevo nombre para la Divisional "Junior", indicando el crecimiento que esta ha tenido en sus cuatro años de vida.

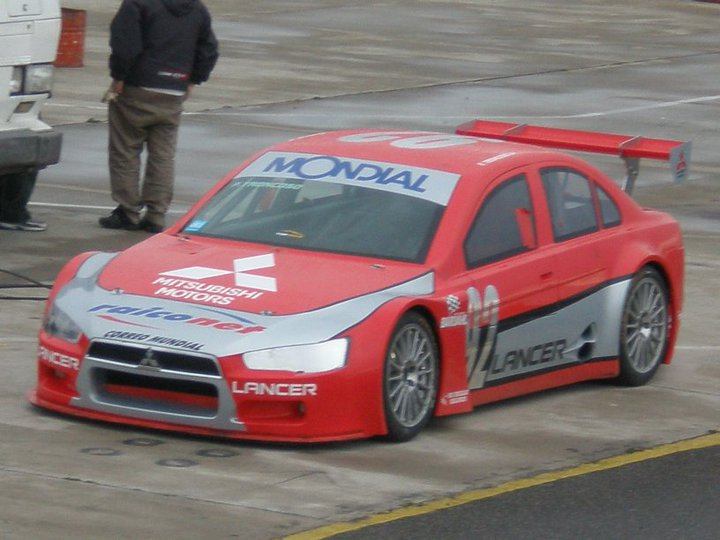
Mitsubishi Lancer GT de Top Race Series V6

Finalmente, el 18 de septiembre de 2010, fue presentado en sociedad el nuevo nombre de la categoría. A partir de esa fecha, el Top Race Junior pasó a denominarse Top Race Series, nombre que fuera elegido vía internet por los fanáticos de la categoría y por usuarios de la página web desde donde se realizó la votación. El nombre Top Race Series fue elegido por 1245 votantes, lo que representó aproximadamente el 44% de las preferencias. La presentación del nombre, estuvo a cargo del presidente de Top Race, Alejandro Urtubey, quien realizó la presentación del nuevo nombre en la Sala de Prensa del Autódromo Oscar y Juan Gálvez, donde se disputó la tercera edición de la denominada Carrera del Año del Top Race, donde se compartió pista con los Fórmula Truck del Brasil. Esta conferencia, contó con la presencia de los pilotos que actualmente se desempeñan en la categoría, quienes dieron el visto bueno a la nueva denominación. Otros nombres ofrecidos para renombrar a la categoría fueron Top Race V4 (que se llevó el segundo lugar con el 30% y 865 votos), Top Race Pista (3.º con 8% y 233 votos), Top Race Argentina, Top Race Oro y Top Race L4 entre otros.

### Top Race Series V6 y el retorno del TR Junior

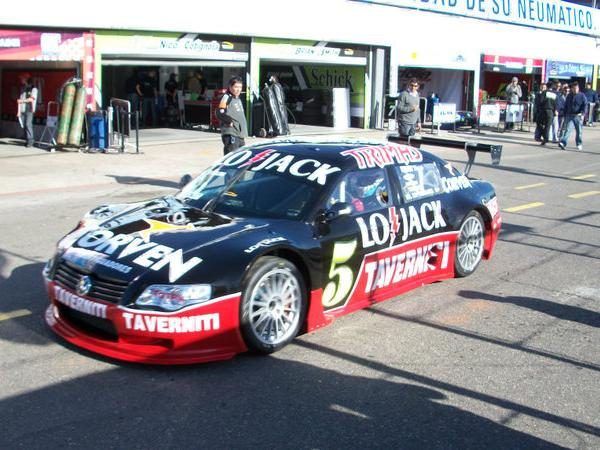
Volkswagen Passat V de Top Race Series V6

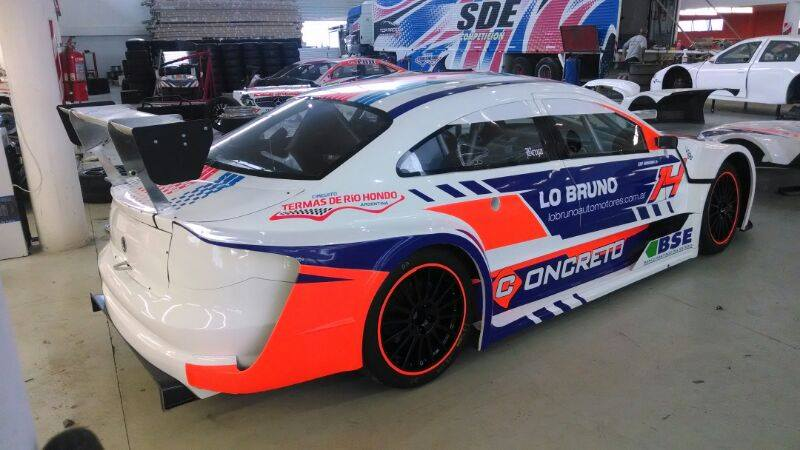
Prototipo Series, carrozado único presentado para la Temporada 2014. De silueta similar al modelo Volkswagen Passat CC.

En 2010, la dirigencia de Top Race anunció la creación de una nueva categoría TRV6, creada a partir de modelos fabricados artesanalmente con diseños aerodinámicos y nuevos motores de 390 HP, más potentes a los primitivos V6 de 350 HP. Conforme a lo expresado, el nuevo TRV6 dio sus primeros pasos en 2012, debido a los tiempos de desarrollo que tuvieron estas nuevas unidades. A todo esto, fue anunciada una recategorización de los actuales parques automotores del TRV6 y del Top Race Series, los cuales fueron agrupados como una segunda y tercera categoría respectivamente.
De esta forma, los primitivos automóviles que conformaron el parque del TRV6 desde el año 2005 pasaron en 2012 a conformar la categoría Top Race Series V6, pasando a denominarse de esa forma por el uso de los primitivos motores V6 de la clase mayor. Asimismo, el parque de la divisional menor (con motores de 4 cilindros en línea) retomó su antigua denominación de Top Race Junior, pero continuando cumpliendo su rol para el que había sido concebida. Al mismo tiempo, se ha determinado que tanto para la nueva subdivisión Series V6, como para la divisional Junior, sea experimentada una reducción en la potencia de sus motores, pasando los primitivos V6 de 350 HP a 270 HP, mientras que los motores de 4 cilindros en línea redujeron su potencia de 260 a 210 HP.
Tras su reformulación, el Top Race Series retornó a su antiguo sistema de campeonatos anuales, lo mismo que la divisional Junior. En 2012, el campeón del Top Race Series fue el correntino Humberto Krujoski, quien de esta forma sumaba su segundo lauro a su palmarés personal. Entre los años 2012 y 2013, el Top Race Series comenzó a tomar fuerte relevancia a la par de la divisional mayor, debido en gran parte a que varios pilotos del TRV6 optaban por continuar en esta divisional, por motivos presupuestarios. Fue así que en 2013 el parque automotor mostraba a pilotos de renombre en el automovilismo nacional como Henry Martin y Fabián Flaqué, compitiendo contra otros pilotos con participación nacional como el campeón Humberto Krujoski u Oscar Sánchez. En 2013, el Top Race Series comenzaba a consolidarse, sin embargo la divisional menor Top Race Junior comenzaba a transitar por el período del ocaso, ya que en cada carrera no se podía superar el promedio de nueve autos en pista. Fue así que a mediados de 2013, la categoría resolvería disponer la cancelación del torneo del Top Race Junior, provocando que varios de sus pilotos opten por ascender al TR Series. Como consecuencia de este cierre de campeonato, Top Race derivó las últimas unidades de su divisional Junior al equipo SDE Competición, quien tras un convenio firmado previamente en 2013, decidió crear la divisional Top Race NOA, sobre la base de la extinta TR Junior. Mientras tanto, el sanjuanino Henry Martin completaría todos los requisitos suficientes, para proclamarse campeón del TR Series 2013, sumando así su segundo lauro deportivo a nivel nacional.

### Segunda reformulación del parque automotor
A pesar de haber sido "evolucionada" tecnológicamente, la Top Race Series no terminaba de conformar a sus participantes. La falta de paridad entre marcas y modelos, hacían plantear la necesidad de buscar una reforma al parque automotor para conseguir proponer carreras más peleadas y con mayor paridad en pista.
Fue por eso que, a fines del año 2013 y con la llegada de Javier Azar como gerente de la categoría, se presentaría un nuevo plan de remodelación para el parque automotor del Top Race Series, con la idea de implementar un único carrozado para todos los coches que compitan en la categoría, manteniendo las cualidades mecánico-constructivas que caracterizan a los prototipos de Top Race. De esta manera, en 2014, vería la luz una nueva concepción de automóviles de carreras para la divisional Series.
Estos coches mantienen las mismas características técnicas de los prototipos usados hasta 2013, es decir, motor único marca TRV6 by Berta de 3.0 litros y 290 HP de potencia, acoplado a una caja secuencial de 5 marchas, marca Sáenz y con transmisión trasera a eje cardánico. En cuanto a su carrozado, los mismos son de un diseño muy similar al modelo Volkswagen Passat CC, con la salvedad de su trompa, la cual está diseñada para ser identificada con la marca que desee el piloto que conduzca cada unidad. De esta forma, las trompas de los coches son identificadas con "plotters" que representan las parrillas de los modelos Chevrolet Cruze, Fiat Linea, Ford Mondeo III, Mercedes-Benz C-204, Mitsubishi Lancer GT y Volkswagen Vento II.

## Plantel de pilotos 2024
Véase: Anexo:Temporada 2024 de Top Race

## Campeones
| Temporadas | Campeones          | Automóvil                |
| ---------- | ------------------ | ------------------------ |
| 2010       | Gerardo Salaverría | Chevrolet Vectra II      |
| 2011       | Federico Lifschitz | Ford Mondeo II           |
| 2012       | Humberto Krujoski  | Ford Mondeo III          |
| 2013       | Henry Martin       | Volkswagen Passat V      |
| 2014       | Lucas Ariel Guerra | Fiat Linea Series        |
| 2015       | Fabián Flaqué      | Mercedes-Benz CLA Series |
| 2016       | Lucas Valle        | Chevrolet Cruze Series   |
| 2017       | Bruno Boccanera    | Fiat Tipo Series         |
| 2018       | Gastón Crusitta    | Chevrolet Cruze Series   |
| 2019       | Bruno Boccanera    | Ford Mondeo Series       |
| 2020       | Franco Morillo     | Fiat Cronos Series       |
| 2021       | Diego Verriello    | Fiat Cronos Series       |
| 2022       | Lucas Granja       | Toyota Corolla Series    |
| 2023       | Lucas Bohdanowicz  | Toyota Corolla Series    |

### Marcas campeonas de Top Race Series por cantidad de títulos
| # | Marcas        | Cantidad | Temporadas | Temporadas | Temporadas | Temporadas | Temporadas |
| - | ------------- | -------- | ---------- | ---------- | ---------- | ---------- | ---------- |
| 1 | Fiat          | 4        | 2014       | 2017       | 2020       | 2021       |            |
| 2 | Chevrolet     | 3        | 2010       | 2016       | 2018       |            |            |
| 2 | Ford          | 3        | 2011       | 2012       | 2019       |            |            |
| 4 | Toyota        | 2        | 2022       | 2023       |            |            |            |
| 5 | Volkswagen    | 1        | 2013       |            |            |            |            |
| 5 | Mercedes-Benz | 1        | 2015       |            |            |            |            |

## Modelos de carrocerías homologados

### Modelos homologados entre 2010 y 2011
En 2010, Top Race Series había heredado el parque automotor de su antecesora, Top Race Junior, el cual estaba compuesto por unidades Alfa Romeo 156, Chevrolet Vectra II y Ford Mondeo II. A partir del año 2011, el parque automotor sumaría a la marca Fiat, con el modelo Fiat Linea.
Modelos homologados entre 2010 y 2011

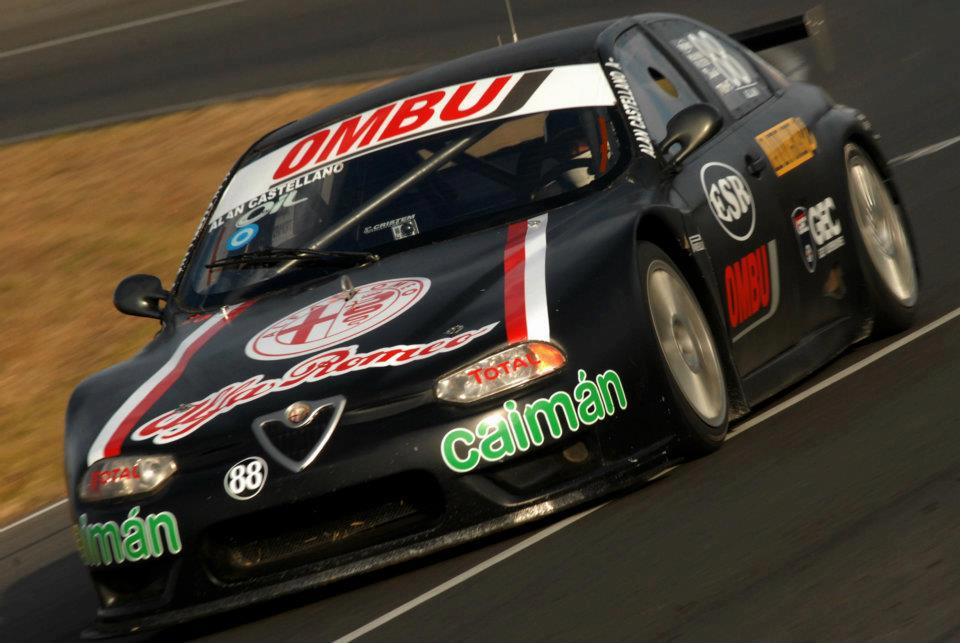
Alfa Romeo 156
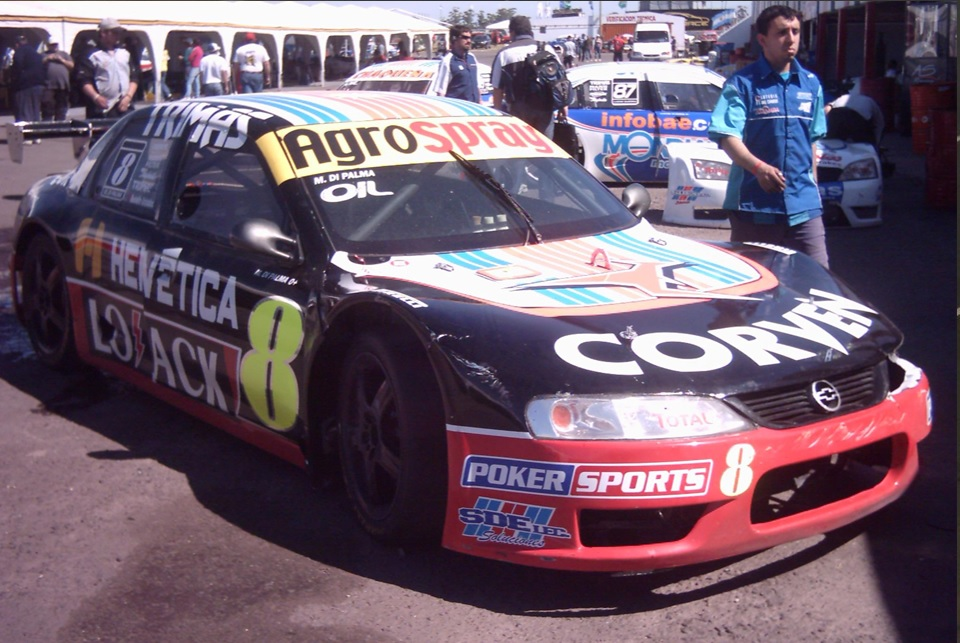
Chevrolet Vectra II
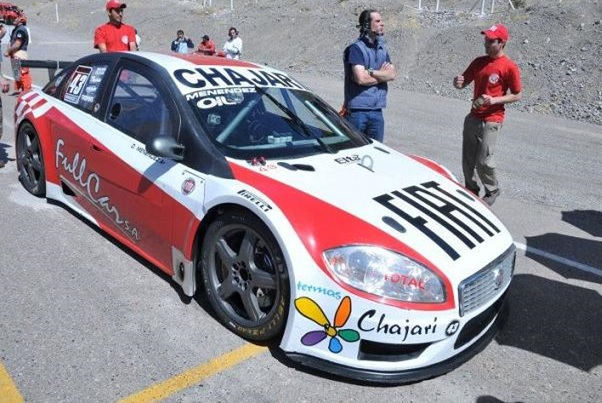
Fiat Linea
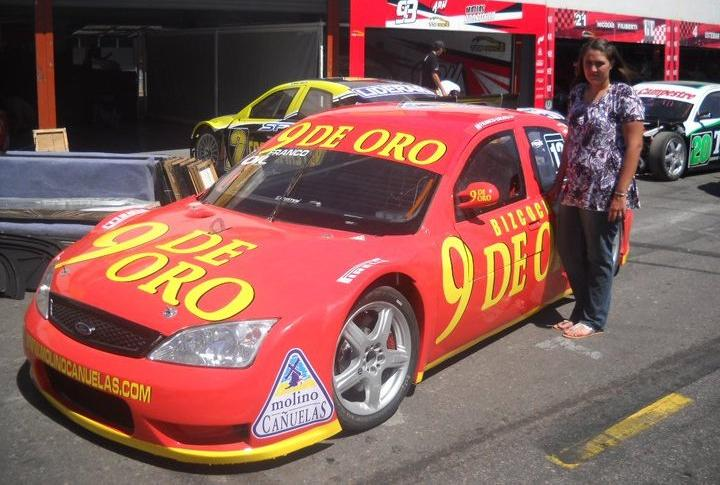
Ford Mondeo II

### Modelos homologados entre 2012 y 2013
Con la implementación en 2012 de un nuevo parque automotor para la divisional TRV6, el Top Race Series también evoluciona, heredando el primitivo parque automotor de la divisional mayor. En tanto que el antiguo parque automotor de la divisional menor, retomaría su antigua denominación de Top Race Junior.
De esta forma, el Top Race Series adoptaba el viejo parque automotor del TRV6, el cual estaba compuesto principalmente por unidades Ford Mondeo III, Mercedes-Benz C-203 Mitsubishi Lancer GT y Volkswagen Passat V, siendo agregado en 2012 el Fiat Linea.

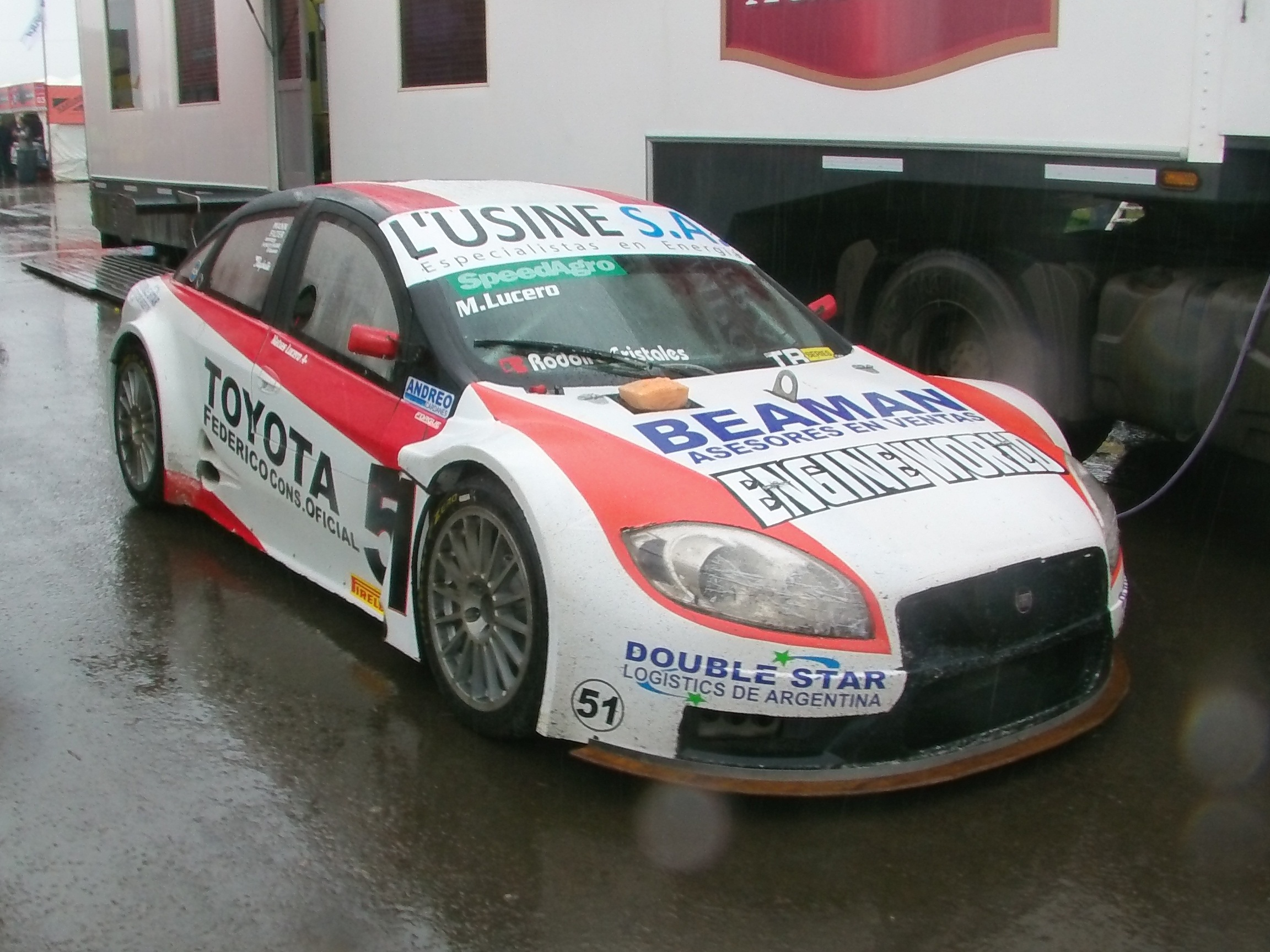
Fiat Linea
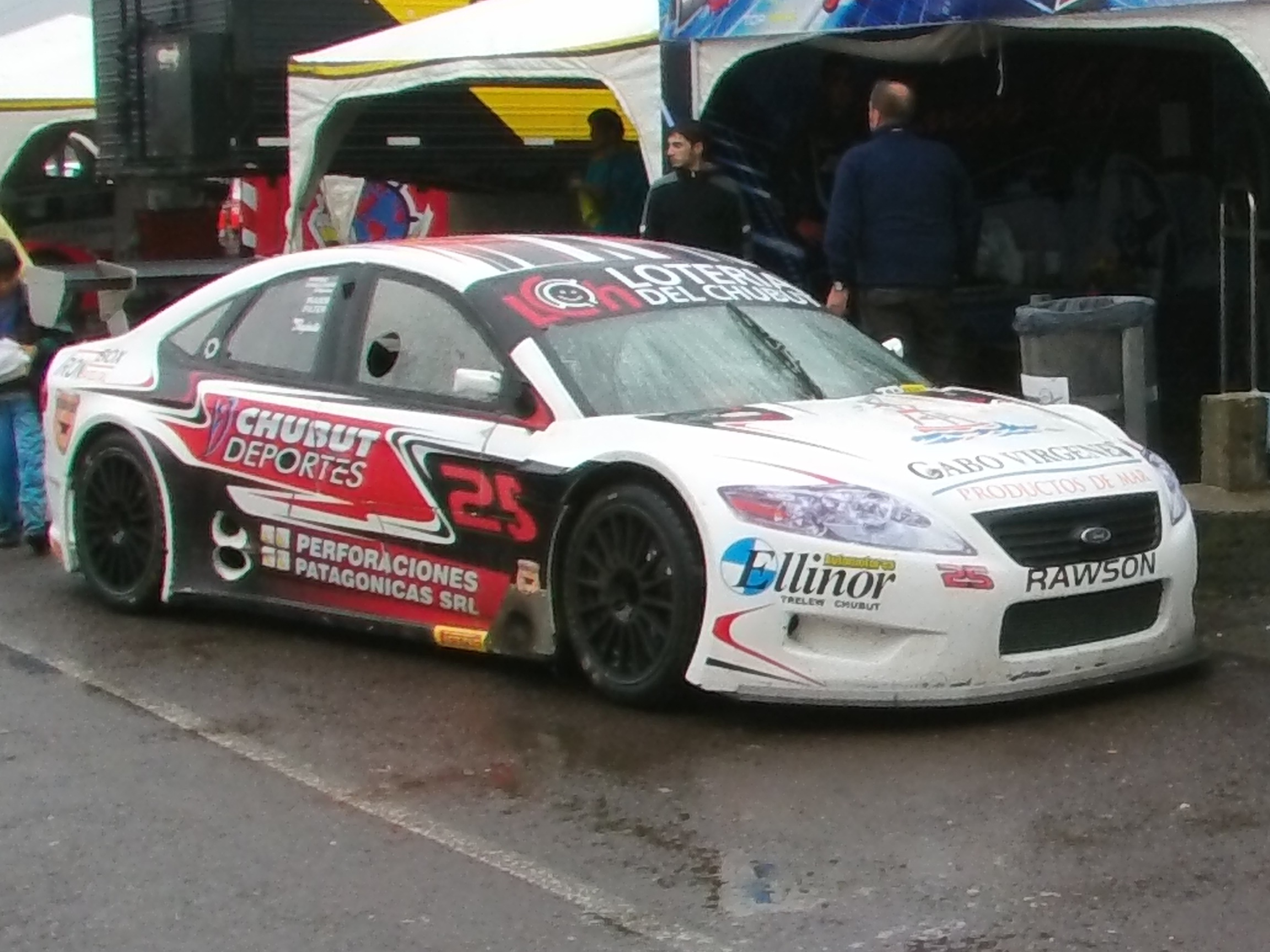
Ford Mondeo III
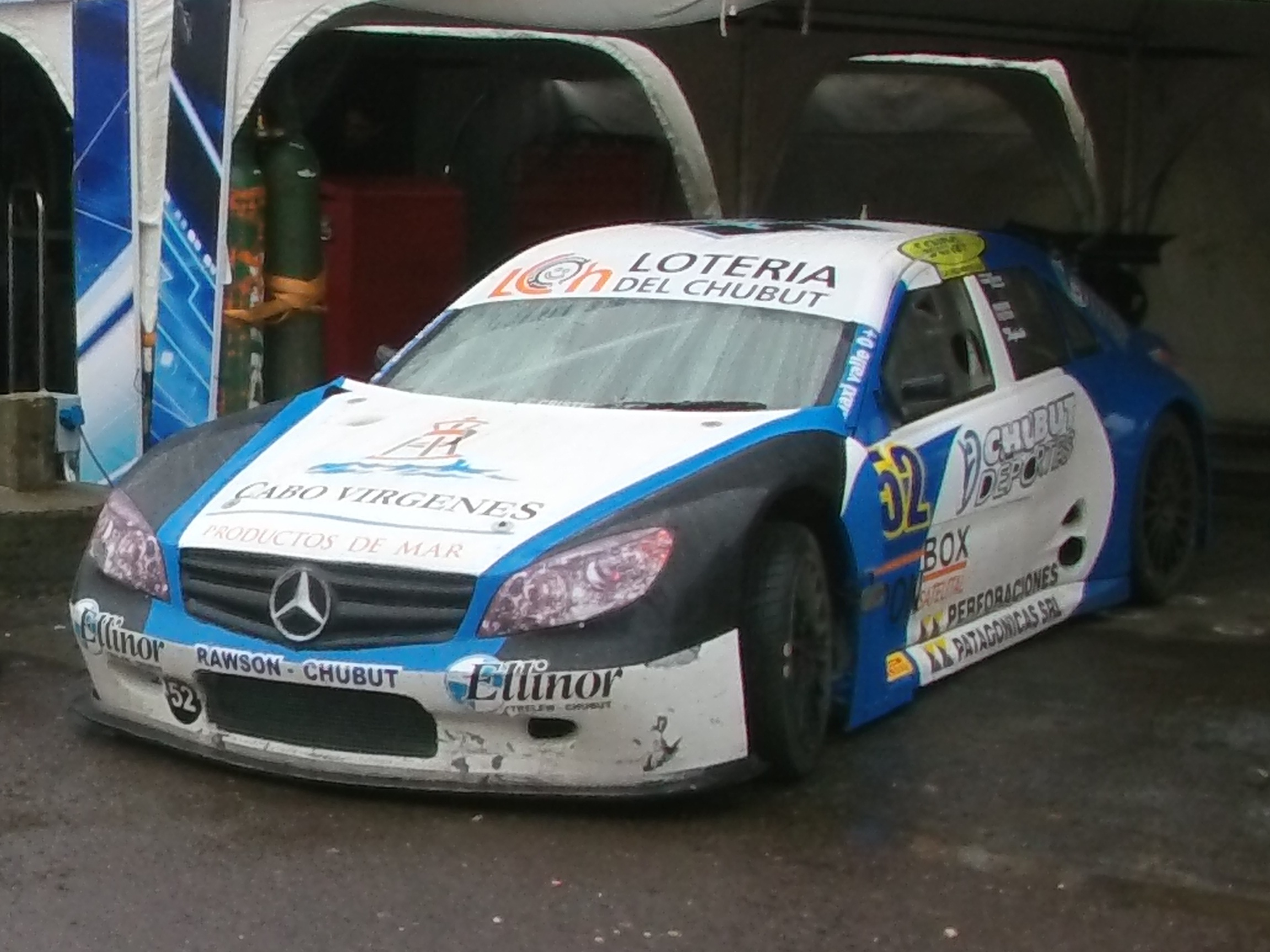
Mercedes-Benz C-203
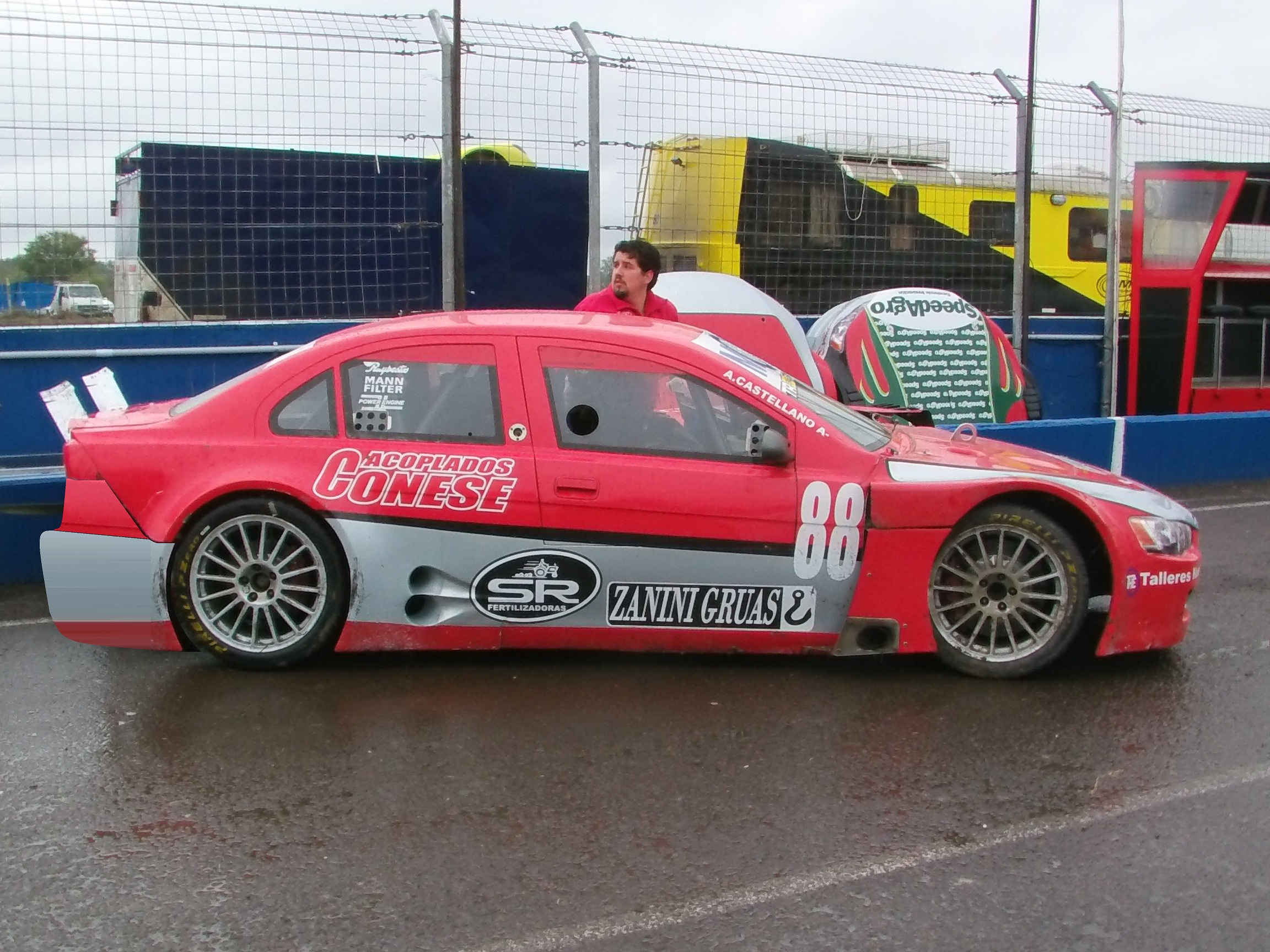
Mitsubishi Lancer GT
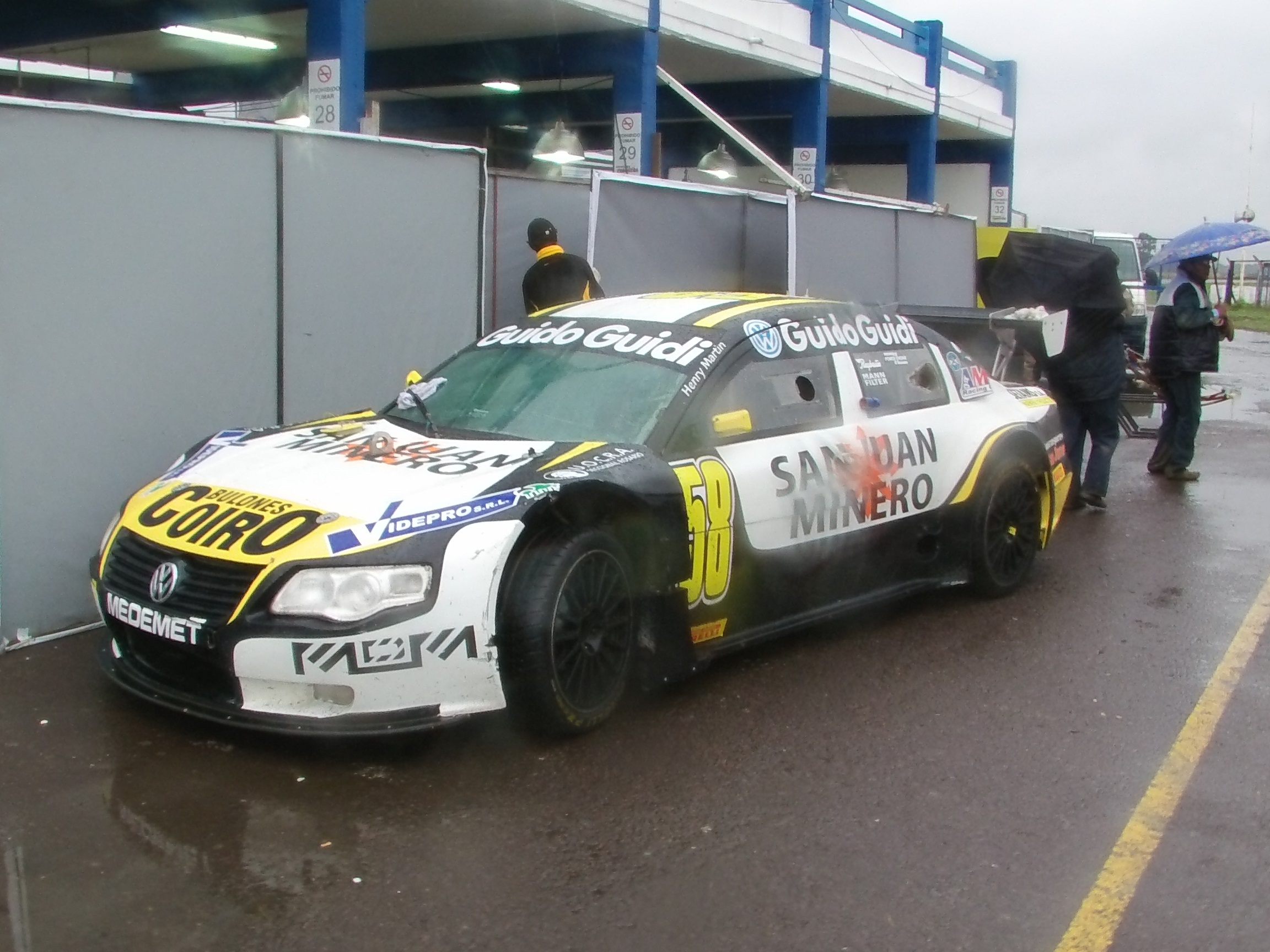
Volkswagen Passat V

### Prototipo Top Race Series 2014

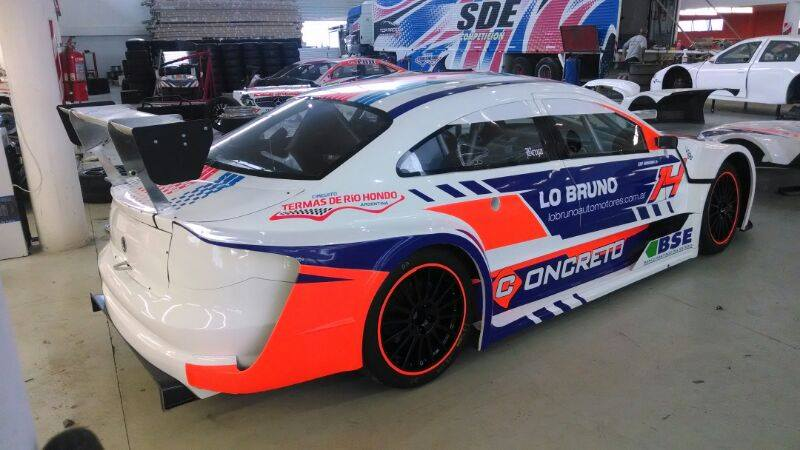
Prototipo Top Race Series 2014.

A partir de la Temporada 2014 de Top Race Series, la divisional experimentó una segunda evolución en su parque automotor, pasando a implementar para todas sus unidades un carrozado genérico para todas las marcas. El nuevo prototipo genérico para la Top Race Series, posee un diseño que imita las líneas del modelo Volkswagen Passat CC, quedando la identificación del vehículo librada al gusto del piloto y/o sugerencia del equipo para el que participara. De esta forma, la divisional pasó a tener un parque automotor más homogéneo, con coches completamente iguales, de los cuales se consiguió finalmente lograr una paridad en pista para todos sus participantes. Las marcas elegidas por pilotos y equipos para ser representadas en los frontales de estas unidades fueron Chevrolet (Chevrolet Cruze I), Fiat (Fiat Linea), Ford (Ford Mondeo III), Mercedes-Benz (Mercedes-Benz CLA), y Volkswagen (Volkswagen Vento II). A partir del año 2015, se hicieron públicas las participaciones de dos prototipos, uno identificado con el diseño frontal del modelo Toyota Camry y el otro con el del modelo Mazda Atenza, pasando a ser 7 las marcas representadas en la categoría, además de la renovación del frontal del modelo Ford Mondeo. En 2016, se mantuvo el número de marcas, pero no así la grilla participante ya que nuevos modelos fueron representados, siendo en este caso el Peugeot 408 y el Citroën C4 Lounge. En 2017, tres nuevos diseños fueron estrenados por las marcas Chevrolet, Fiat y Toyota, siendo en este caso los frontales de los modelos Chevrolet Cruze II, Fiat Tipo II y Toyota Corolla. En 2019 hicieron su ingreso las marcas Geely y Mitsubishi, siendo utilizados los rasgos de los modelos Geely Emgrand y Mitsubishi Lancer GT. En tanto que en 2020 ingresó la marca alemana Porsche, siendo usados en este caso, los rasgos distintivos que identifican a los actuales modelos de la gama de esta marca. 
Modelos representados en el Prototipo Series 2014

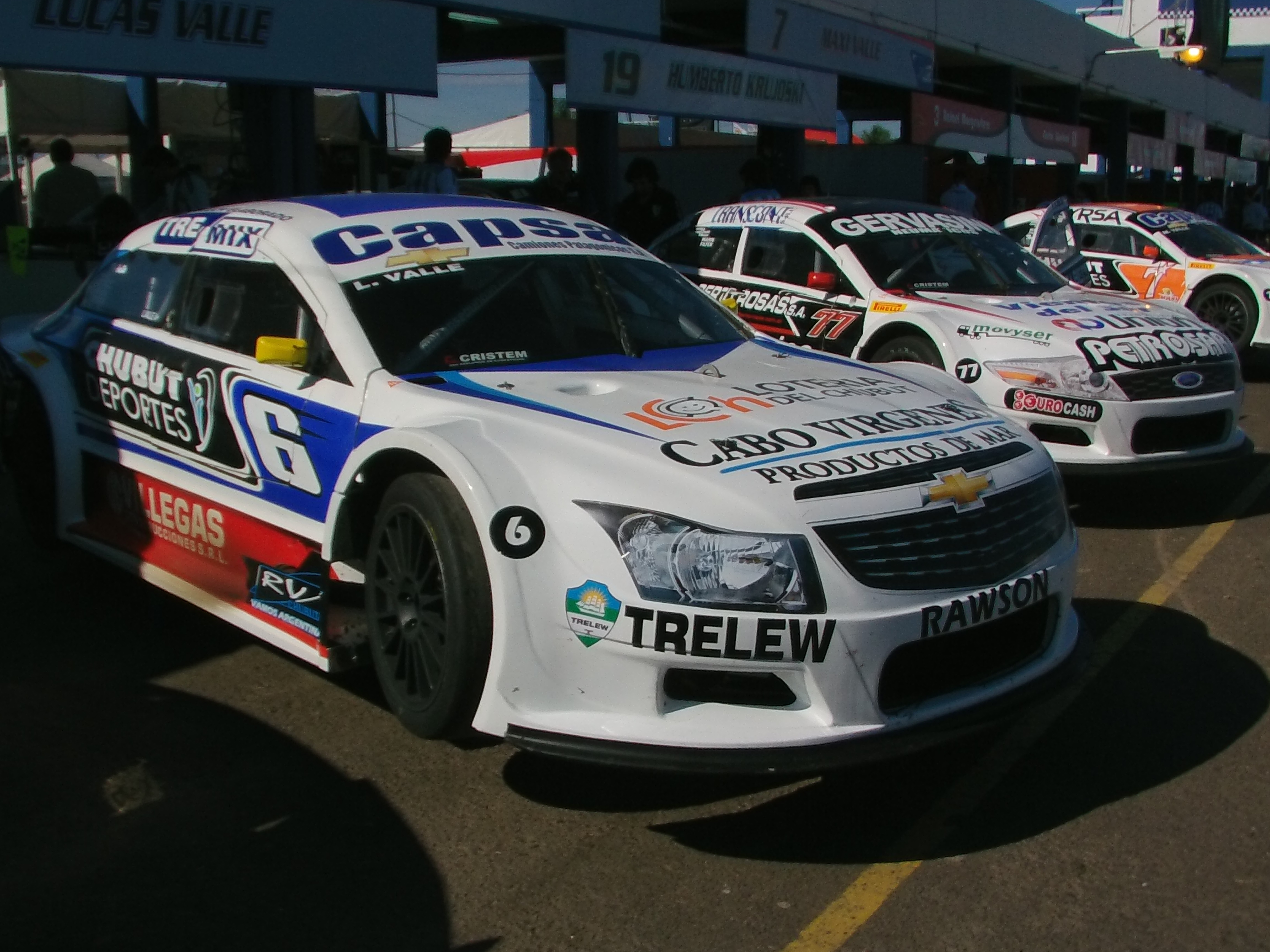
Chevrolet Cruze I
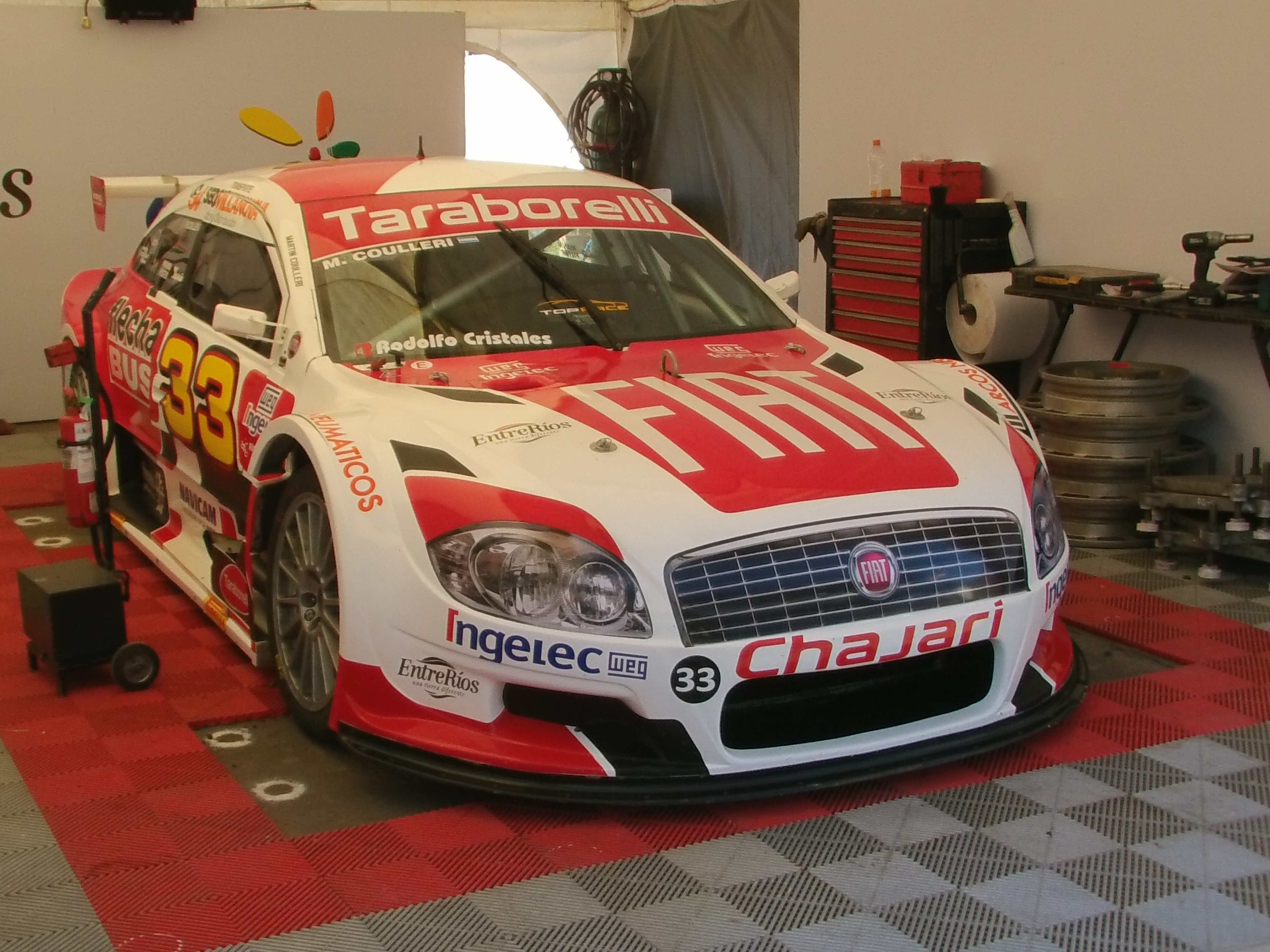
Fiat Linea
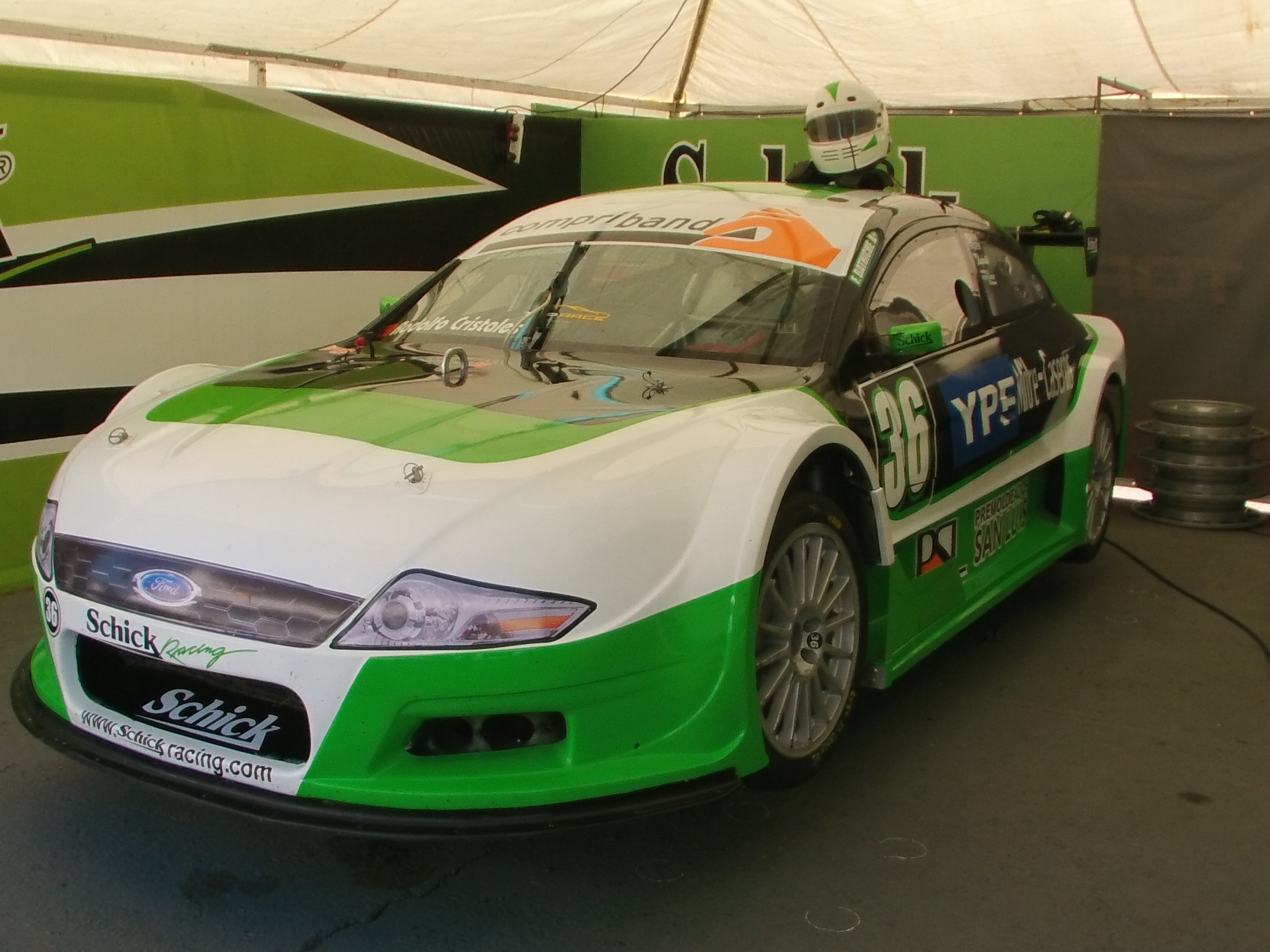
Ford Mondeo III
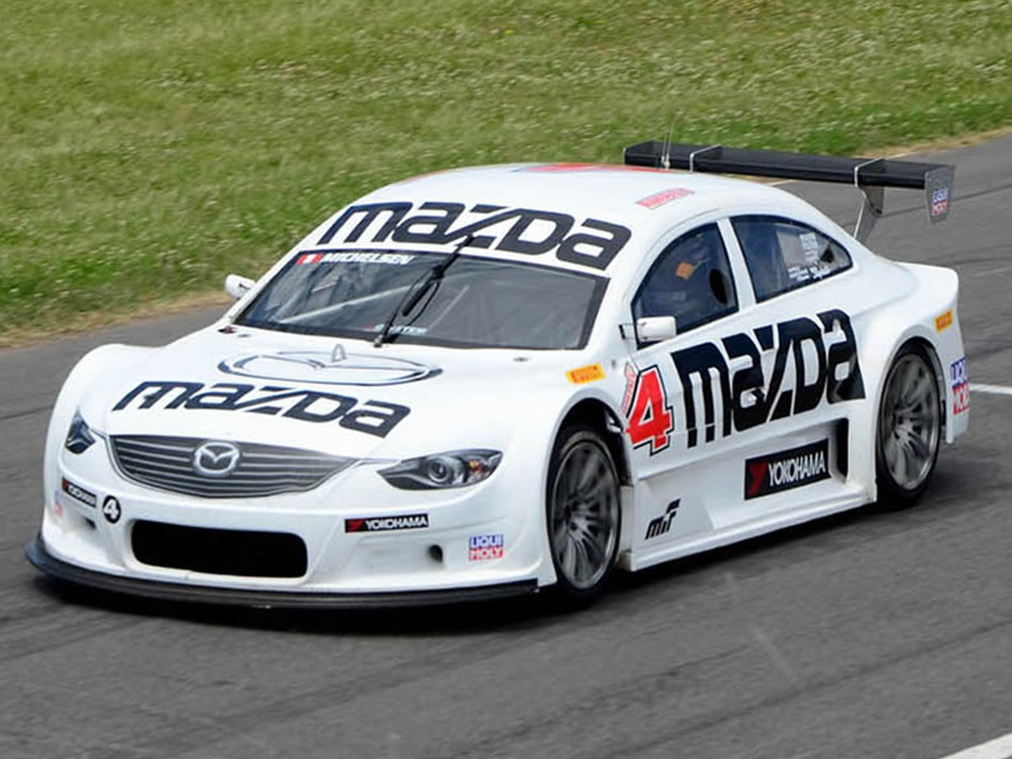
Mazda Atenza (agregado en 2015)
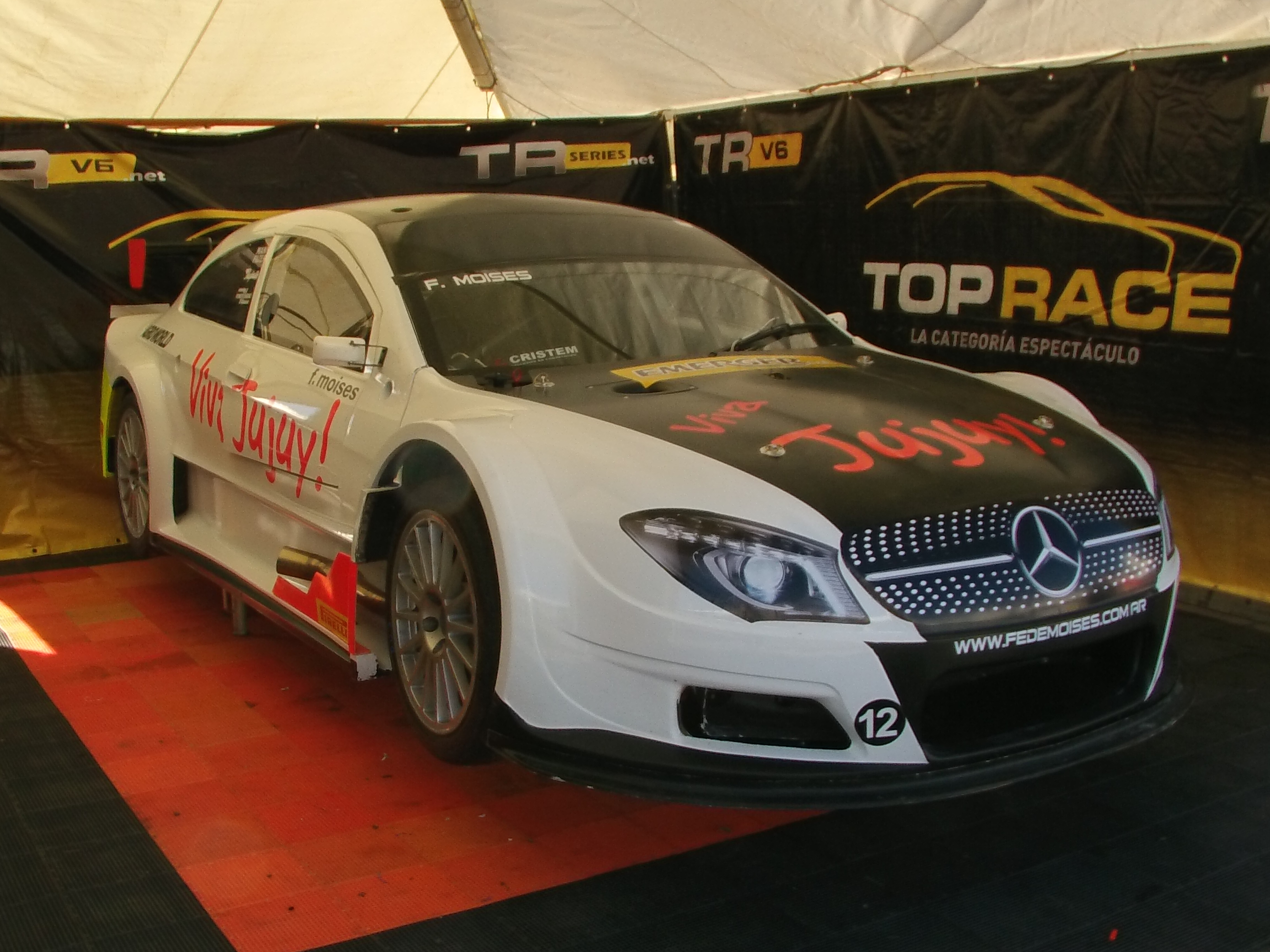
Mercedes-Benz CLA

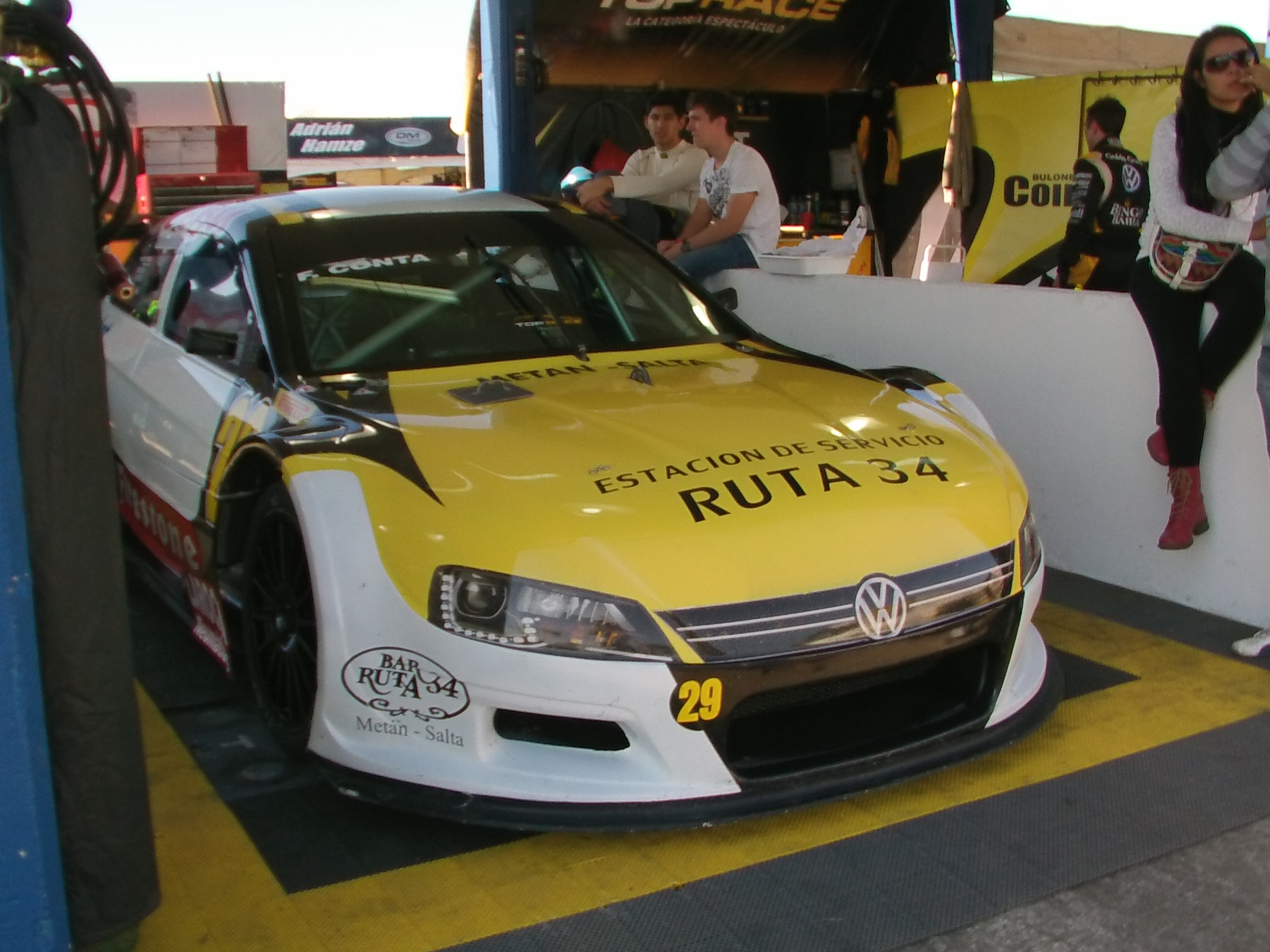
Volkswagen Vento II
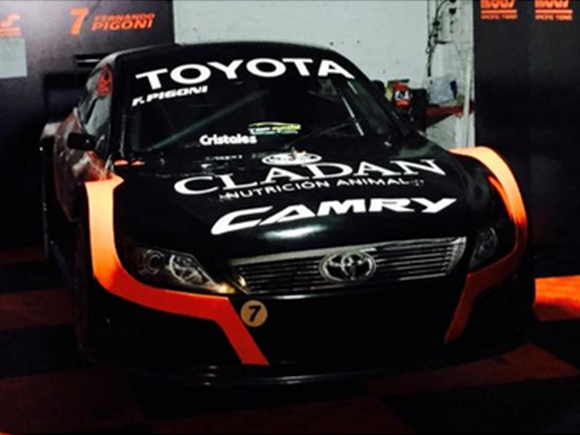
Toyota Camry (agregado en 2015).
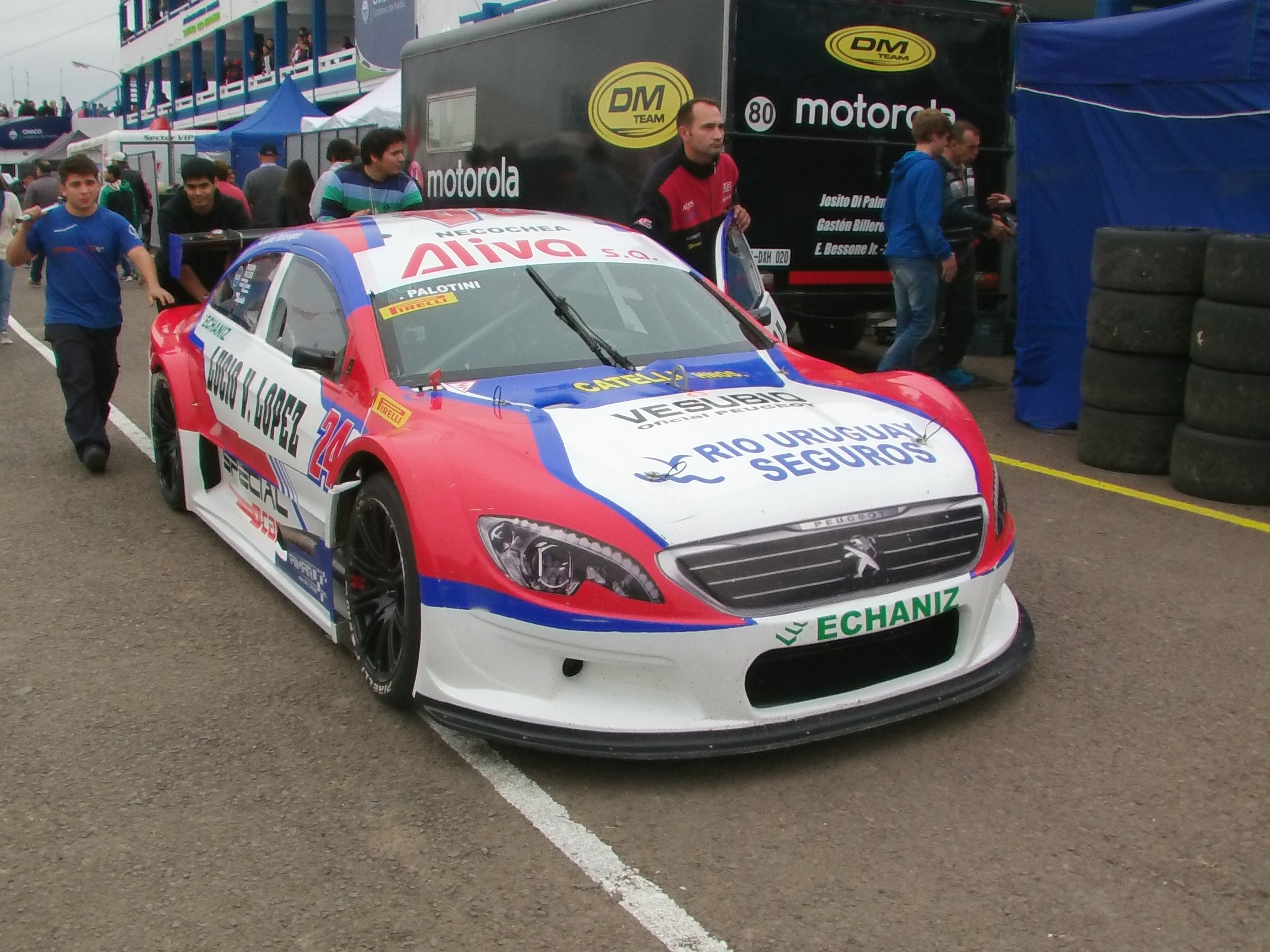
Peugeot 408 (agregado en 2016)
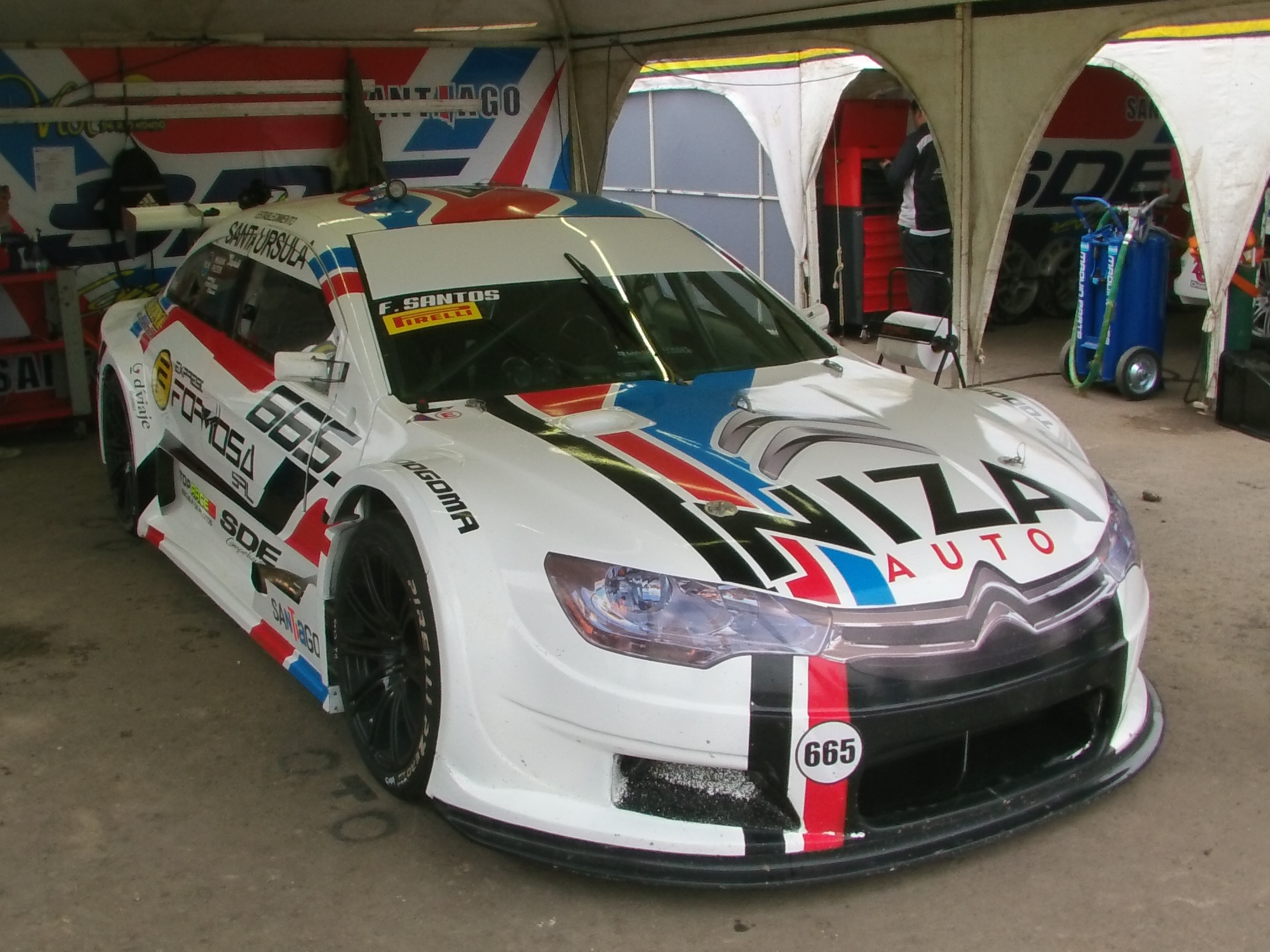
Citroën C4 Lounge (agregado en 2016)

### Modelos representados en 2017

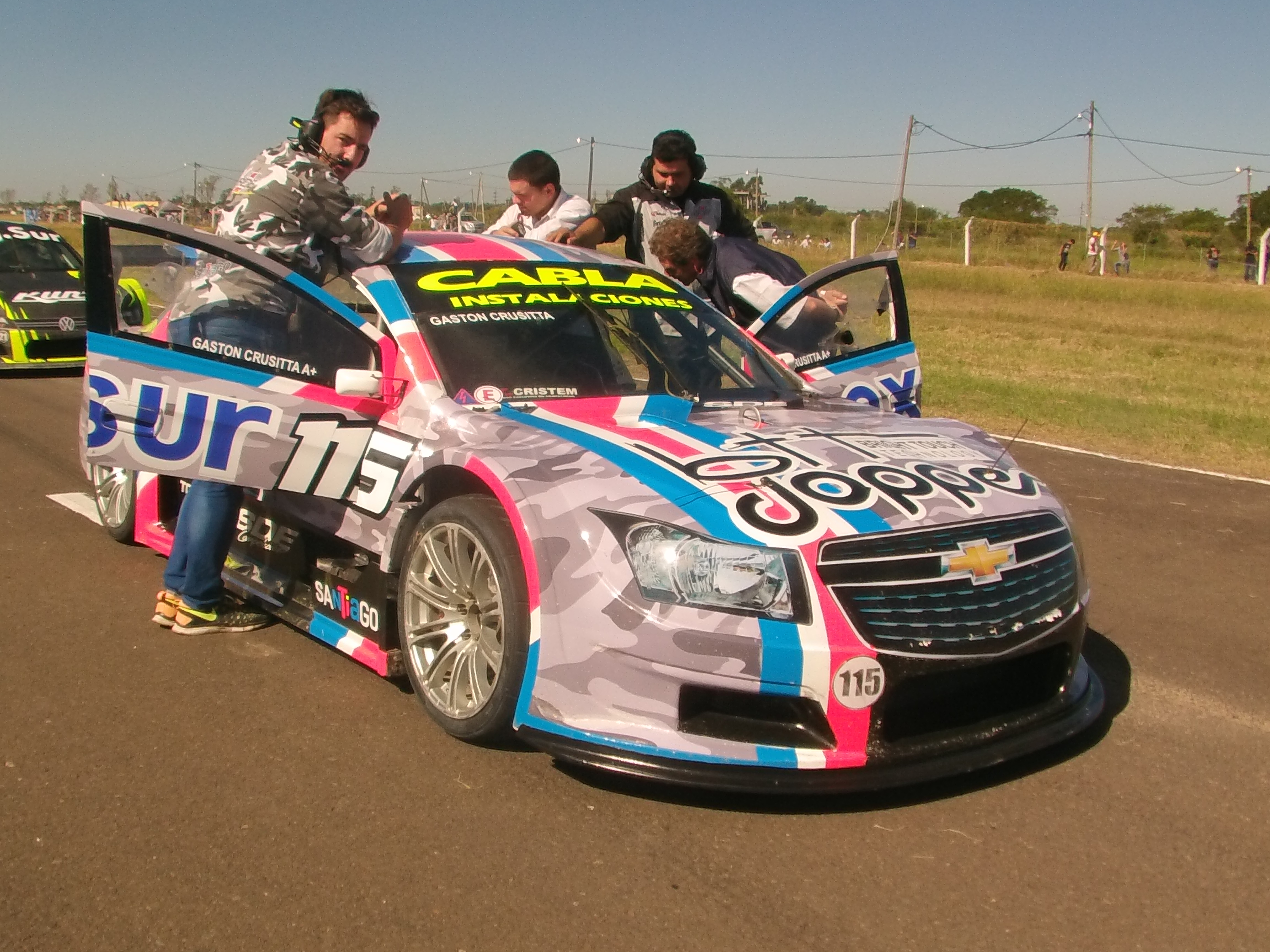
Chevrolet Cruze Series.
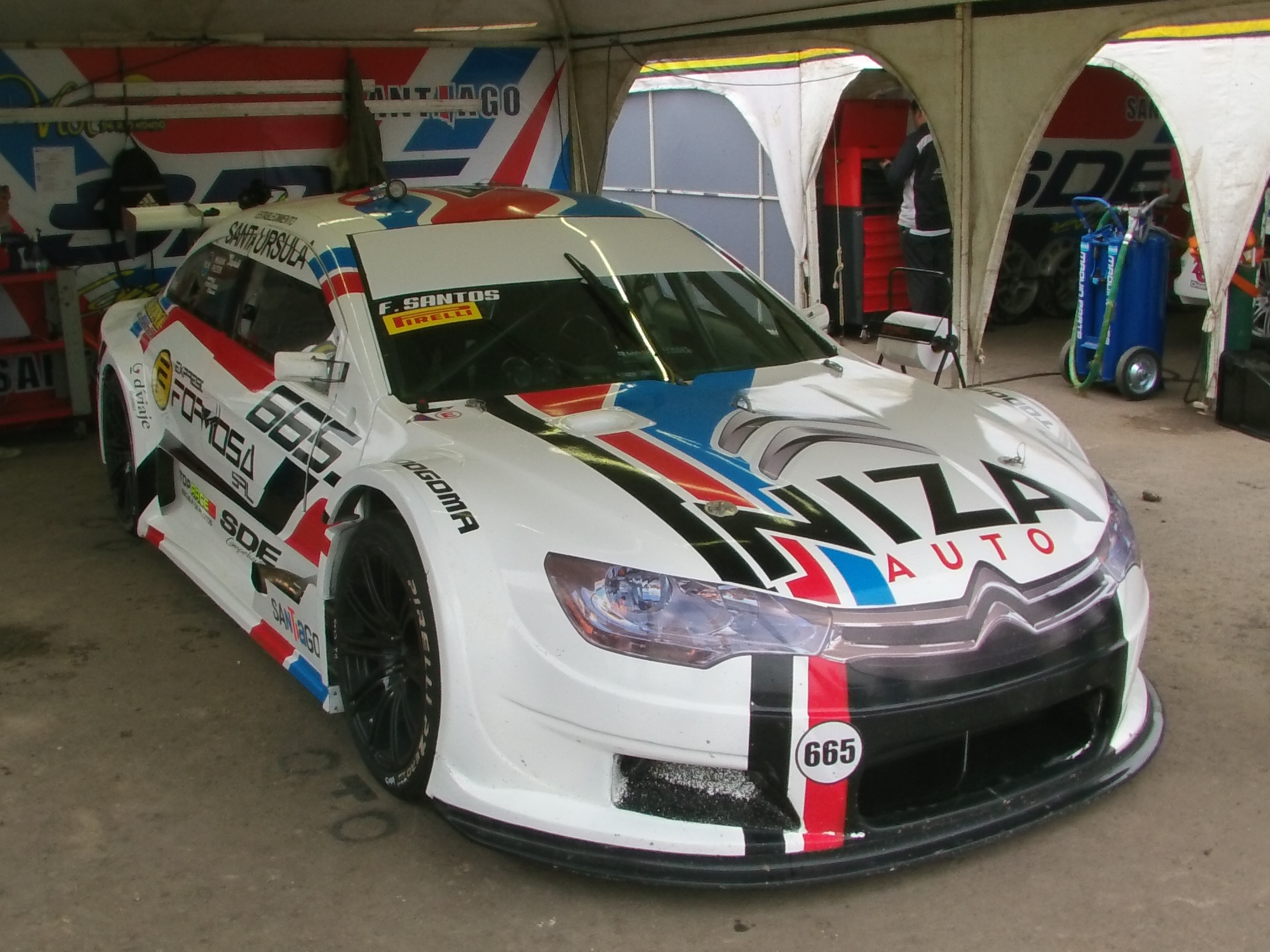
Citroën C4 Lounge
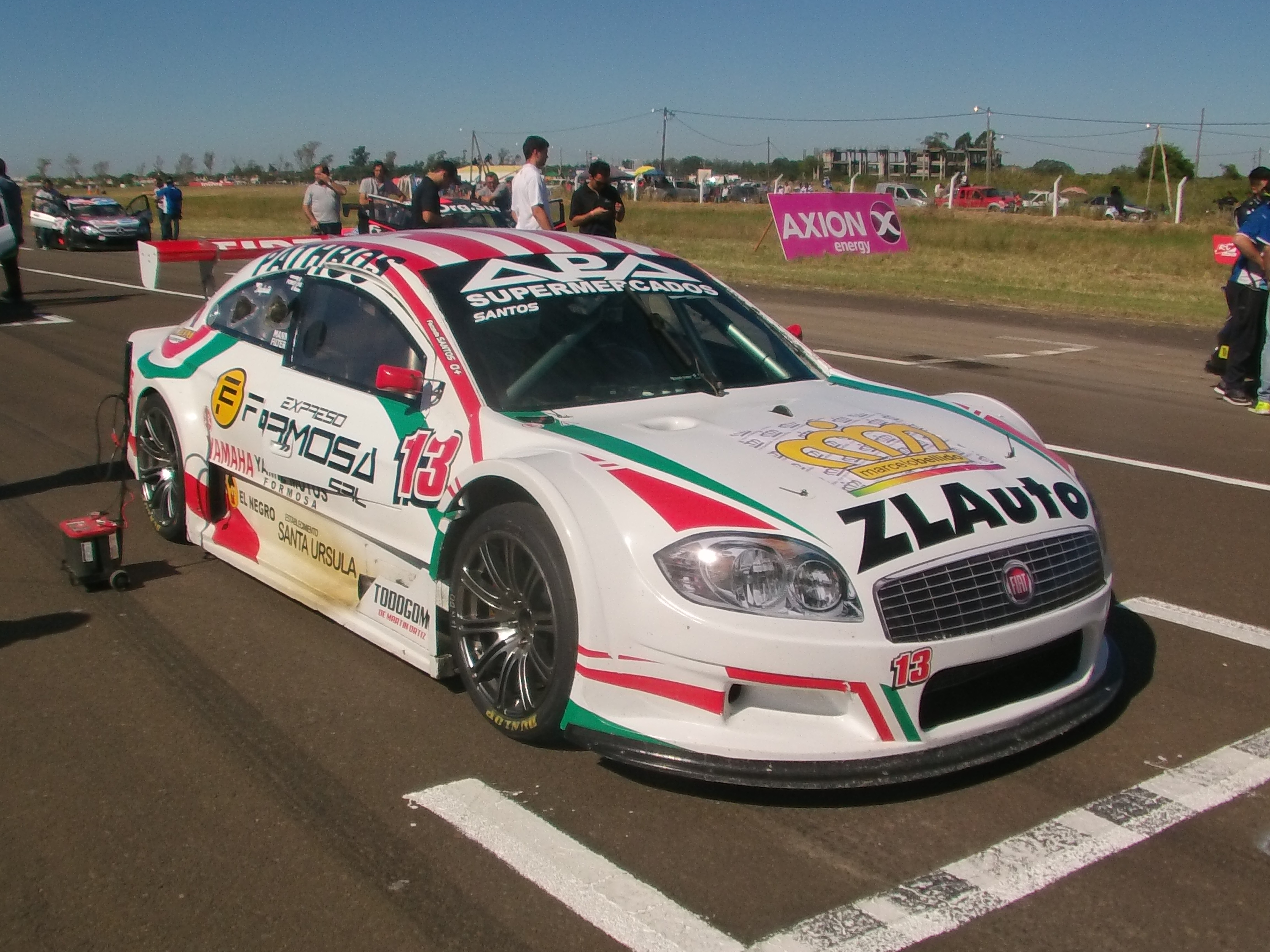
Fiat Linea Series.
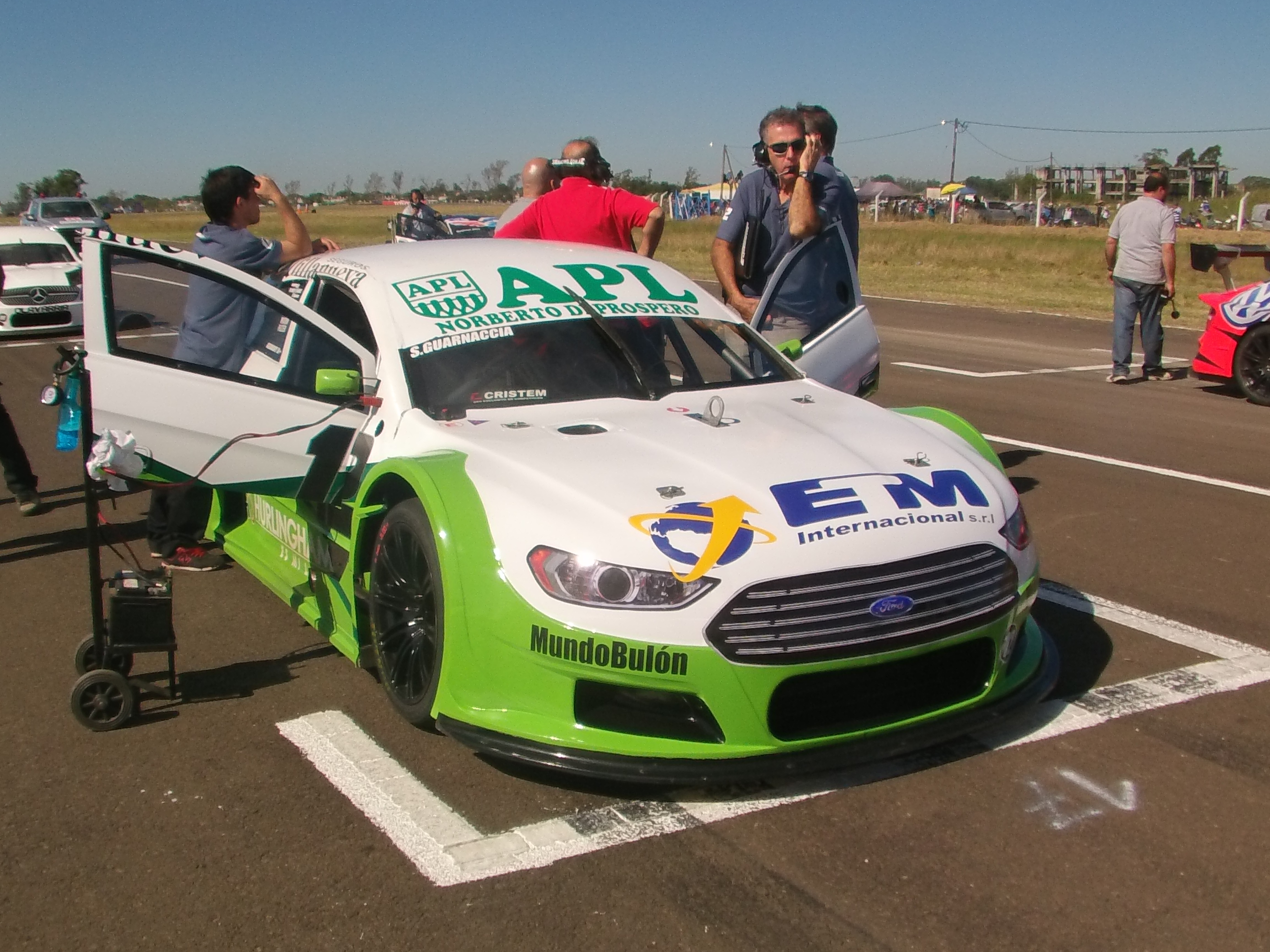
Ford Mondeo Series.

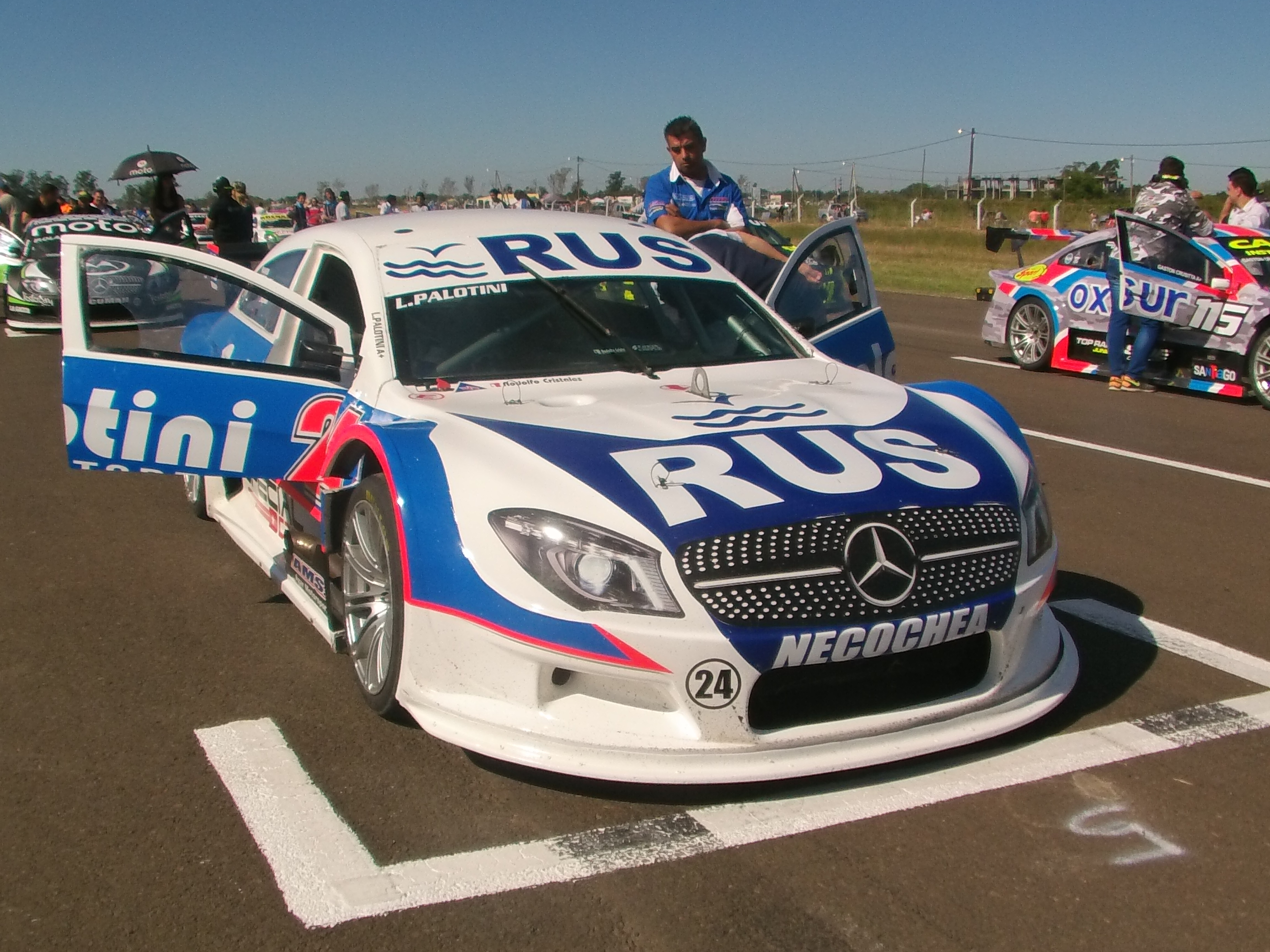
Mercedes-Benz CLA Series.
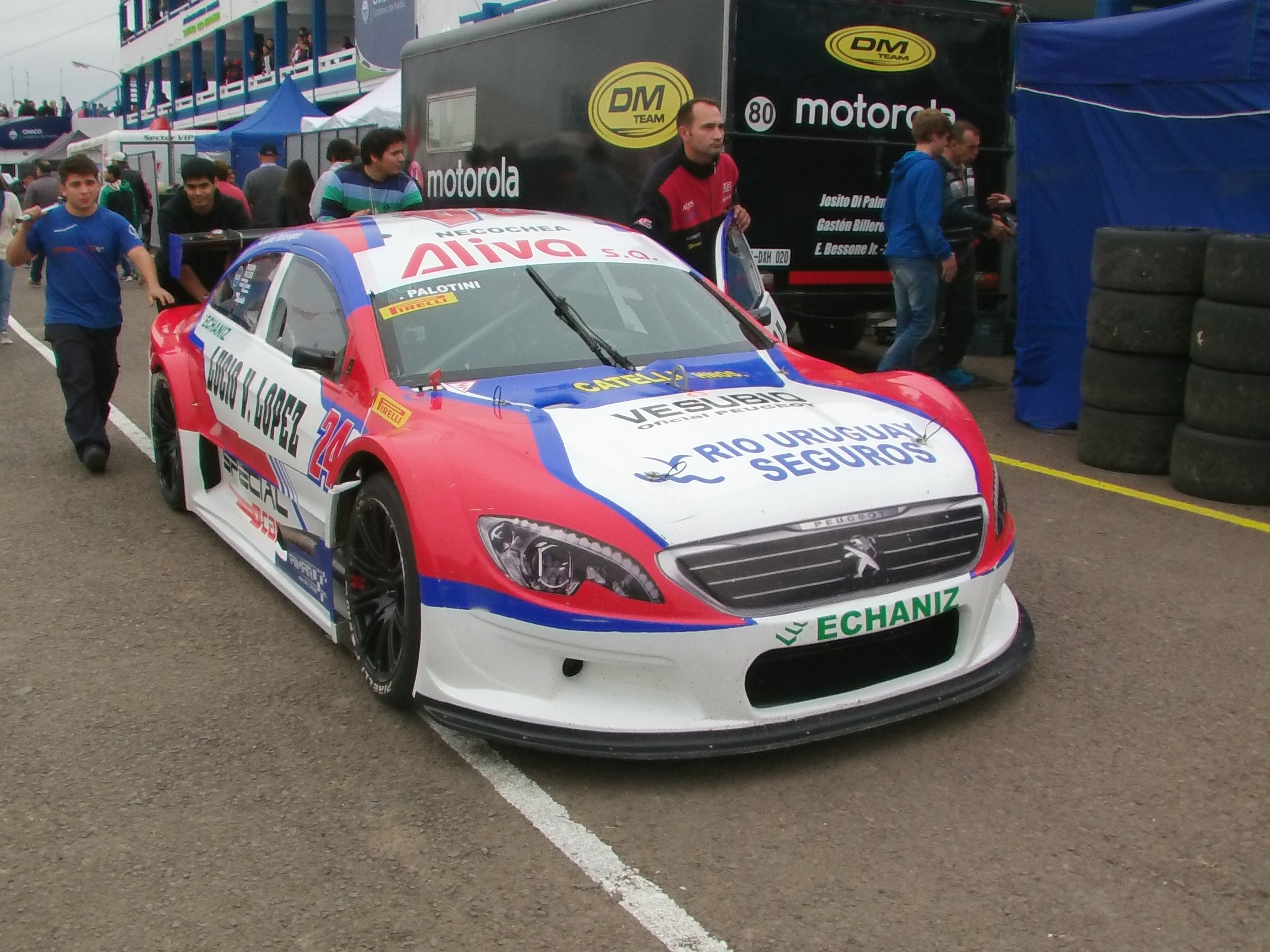
Peugeot 408
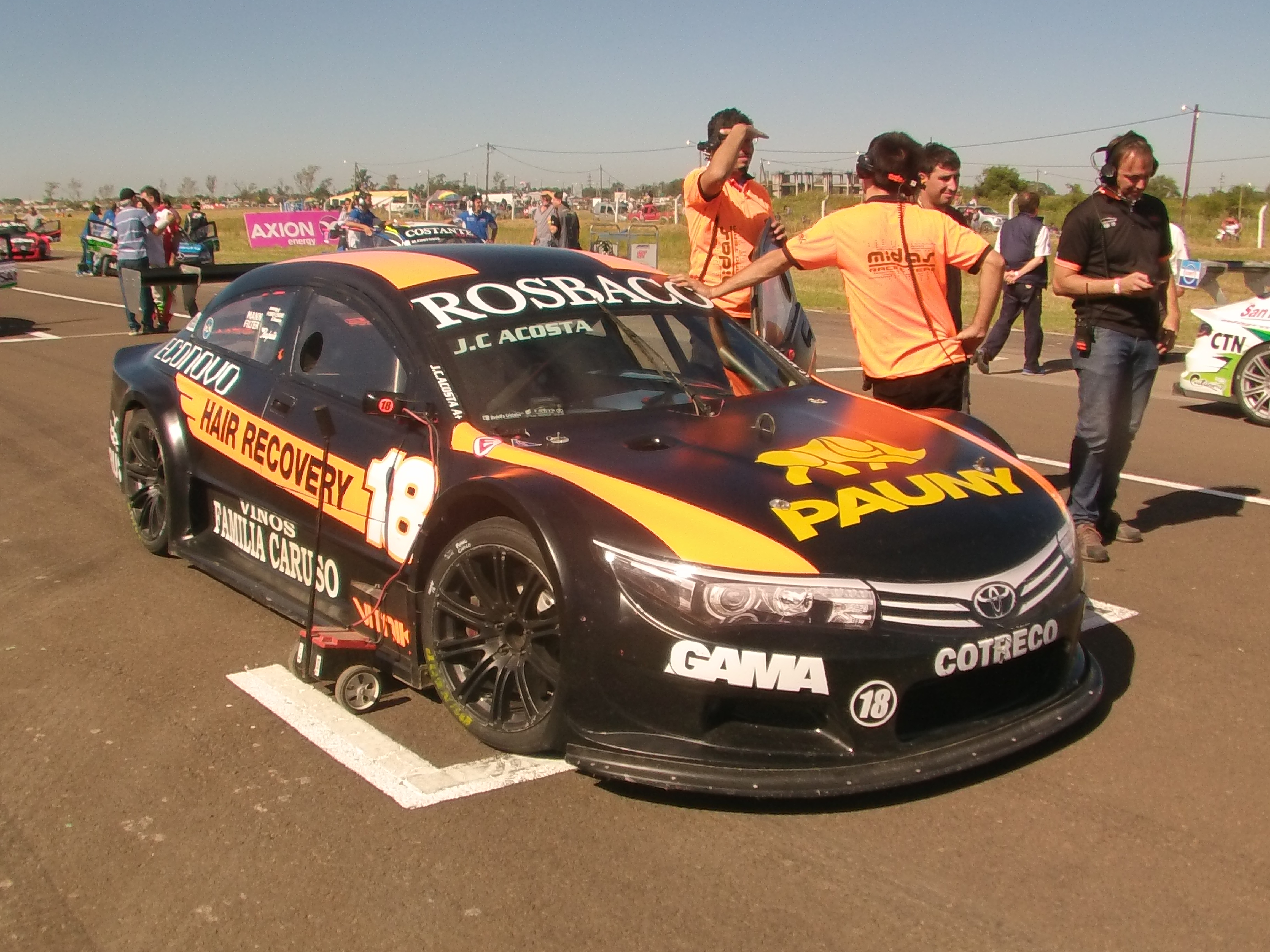
Toyota Corolla Series.
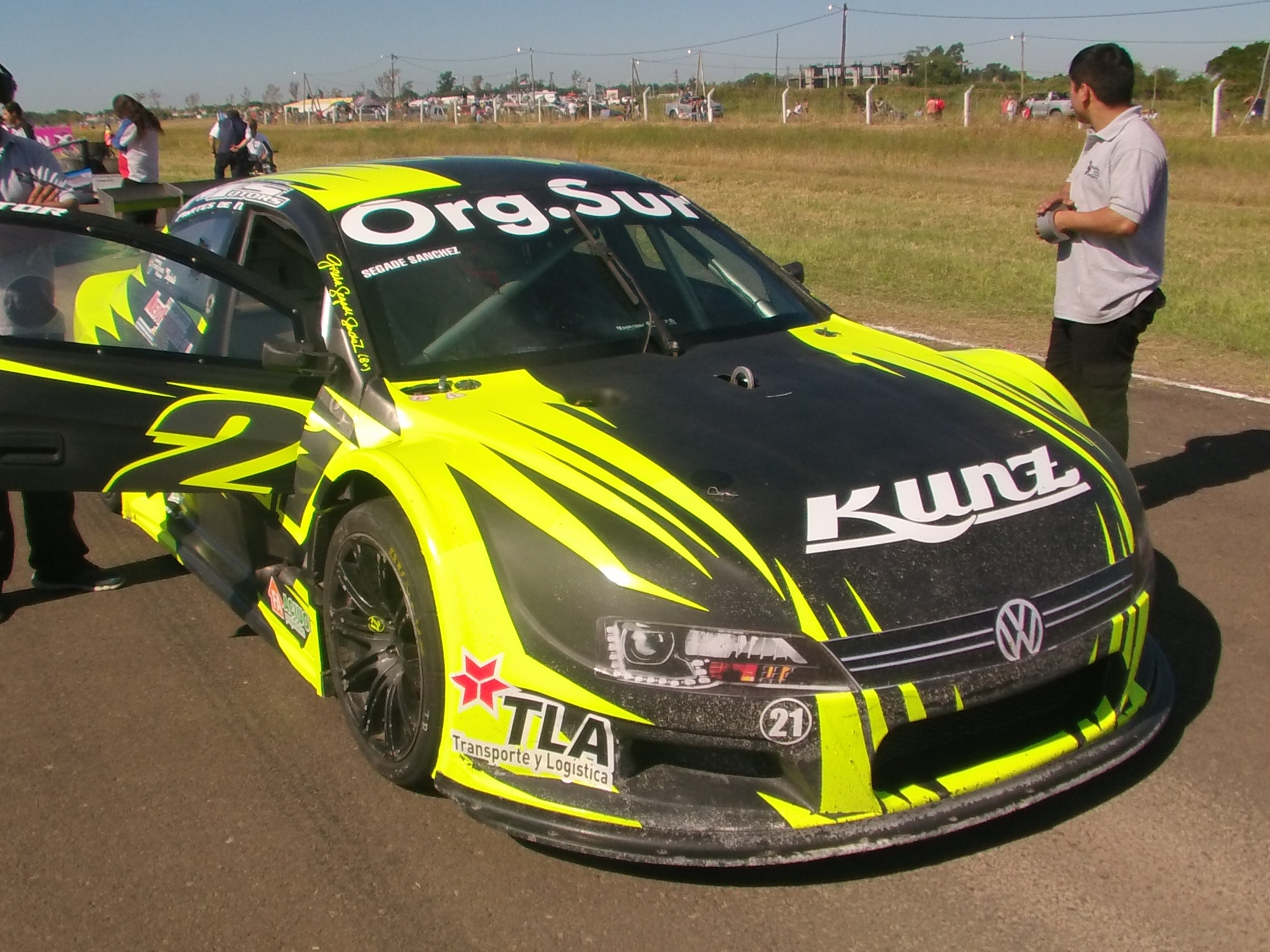
Volkswagen Vento II Series.